# ハートキャッチプリキュア!
『ハートキャッチプリキュア!』（HEARTCATCH PRECURE!）は、2010年2月7日から2011年1月30日まで、朝日放送の制作により、テレビ朝日系列で毎週日曜8時30分から9時（JST）に全49話が放送された、東映アニメーション制作の日本のテレビアニメ。「プリキュアシリーズ」の通算7作目にして、5代目のプリキュアに当たる。通称『ハトプリ』『ハートキャッチ』。

## 概要
本作品では、プリキュアの設定自体は『Yes!プリキュア5』以降のそれに準拠しつつも、初期メンバーが2人であることや、変身時に妖精の力を必要とする設定では、シリーズ初期の要素も取り入れている。記者会見において、朝日放送の吉田プロデューサーは原点回帰を意識して初期メンバーのプリキュアを2人にしたと語っており、また前作のダンスに続き、本作品では「女児が好きなもの」という意図で花とファッションの要素を採用、各話には作中に登場した花の花言葉を紹介するシーンも含まれている。
『ハートキャッチプリキュア!』のタイトルは、「子どもたちの心を掴むこと」と「心の大切さを知る物語であること」の2つの意味から名づけられている。こうした要素は作品の内容にも反映されており、各話の物語は人間の心情を扱うものが主軸となっている他、本作品での敵組織が作り出す怪物も「人間の「心」の負の部分から作りだされる」という設定付けがなされている。
前作までのプリキュアシリーズで採用されてきた、「元気かつ積極的な性格で勉強が苦手である」という主人公の性格設定を、本作品では主人公の相棒にスライドさせており、対照的に主人公は「内気かつ消極的な性格で勉強が得意である」という性格付けがなされている。この他、当初から謎のプリキュアおよび悪のプリキュアの存在をほのめかしたり、かつてプリキュアだった人物やプリキュアの戦闘を助ける男性キャラクターの登場、そして変身アイテムを主に使用されていた携帯電話タイプのものから香水へ変更など、新たな試みも多く組み込まれている。さらに、本作品では各プリキュアのテーマソングが製作されており、これらは劇中でも挿入歌として使用されている他、サウンドトラック盤としてもリリースされた。
前作までアナログは4:3、地上デジタル放送は16:9で放送されたが、本作品よりアナログ・デジタルとも16:9での放送（アナログ放送ではレターボックス）に統一された。デジタル放送ではデータ放送との連動で、番組放送中にプリキュアポイントを貯めるミニゲームを楽しむことができる。また、公式サイトではミニゲーム『プリキュア花だん』が行われており、放送終了後にクイズに答えることにより花を育てていくことが実施された。
番組終了後の2011年10月には東京国際アニメフェア2011の第10回東京アニメアワードにて馬越嘉彦が本作品のキャラクターデザインで個人部門キャラクターデザイン賞を受賞した。また作品自体としても日本オタク大賞2010を受賞している。売上高は歴代シリーズ最高売上となる125億円。

## あらすじ
中学2年生の花咲つぼみは希望ヶ花市に引っ越してくる車中で、こころの大樹が砂漠の使徒に襲われ、キュアムーンライトが敗れゆく夢を見ていた。つぼみは転校を機に内気な自分を変えようと決意したが、強引でマイペースなクラスメイト・来海えりかに振り回されてしまう。新たな環境に戸惑う中、つぼみの前に、夢の中で見たこころの大樹の妖精・シプレとコフレが現れる。シプレとコフレを追ってきた砂漠の使徒の幹部・サソリーナは、居合わせたえりかのこころの花を奪ってしまう。つぼみは妖精にプリキュアになる資格があると聴かされ、彼女を救うため、つぼみはシプレの力を借りてプリキュアに変身することを決意する。キュアブロッサムとなったつぼみに救われたえりかはコフレの力でキュアマリンになり、2人は砂漠の使徒であるサソリーナ、クモジャキー、コブラージャに立ち向かっていく。そしてつぼみとえりかに続いて、生徒会長・明堂院いつきもポプリが現れたことがきっかけでキュアサンシャインに変身し、高等部の月影ゆりもキュアムーンライトに変身する能力も取り戻し、4人でサバーク博士が率いる砂漠の使徒に立ち向かう。だが砂漠の使徒の真の黒幕はサバーク博士ではなく、しかも博士の正体は意外な人物であった。

## 登場人物

### プリキュア
第1話のアバンタイトルでキュアムーンライトが敗北し、変身能力を喪失する場面から物語が始まる。第1話では主人公である花咲つぼみがプリキュアの妖精と出逢い、キュアブロッサムに、そして第3話で来海えりかがキュアマリンに選ばれる。
第23話で明堂院いつきが3人目のプリキュアとして仲間に加わり、第33話で月影ゆりがキュアムーンライトへの変身能力を取り戻して4人目の仲間として復活する。また、第44話では花咲薫子が一時的に若返りプリキュア時代の姿になった。「プリキュアの設定」も参照。
つぼみ、えりか、いつきは私立明堂学園中等部の2年生、ゆりは同学園高等部の2年生である。私服はプリキュアのイメージカラーとほぼ同色の服を着用している。
花咲 つぼみ（はなさき つぼみ） / キュアブロッサム
声 - 水樹奈々
本作品の主人公である14歳の少女。濃いマゼンタ色のツインテールが特徴。眼鏡をかけることがある。一人称は「わたし」。
私服は桃色を基調とした長袖のトレーナーを着ており、水色のジーンズを穿いている。また、素足のまま靴を履いている。
素直かつお人好しな性格で、礼儀正しく、常に敬語で話している。また、美形に惚れやすい一面をもつ。
デザトリアンの媒体にされた犠牲者たちの悩みを理解し、共感する感受性をもつ。一方で思い込みが激しく、それが原因で落ち込むこともある。
学業の成績は優秀であり、古文と理科が得意。また、四字熟語やことわざをよく引用している。運動は苦手であり、高所恐怖症でもある。
花言葉を覚えるほど花が好きであり、将来の夢は植物学者であるが、最終話では宇宙飛行士を目指しており、「草も花もない宇宙に花を咲かせたい」と述べている。
教室の席も自宅も隣同士である親友のえりかに振り回されることも多く、彼女の強引な誘いで「ファッション部」に副部長として入部するが、当初希望していた「園芸部」にも所属しており、掛け持ちしている。
えりかやいつきには呼び捨て、ゆりを「さん」づけで呼ぶ。
鎌倉から祖母の住む「希望ヶ花市」に引っ越してきた。「私立明堂学園」に入学するのを機に、引っ込み思案な性格を変えようと決意している。
両親は花屋の「HANASAKIフラワーSHOP」を営む。両親と祖母との4人暮らしだが、後に妹のふたばが誕生して5人家族となる。両親が開業する以前は祖母である薫子に世話をされており、おばあちゃん子でもある。
第1話にて、デザトリアン化したえりかを救うためにプリキュアとして覚醒し、シプレとコフレの後押しもあってキュアブロッサムへと変身をとげる。当初はとまどっていたが、戦いを重ねるごとに自ら率先して敵に戦いを挑むようになる。
こころの花、プリキュアの種ともに不明だが、コミカライズ版では桜とされている。
来海 えりか（くるみ えりか） / キュアマリン
声 - 水沢史絵
つぼみの親友で、誰にでもフレンドリーな14歳の少女。小柄な体格で、ウェーブのかかった青色のセミロングヘアが特徴。一人称は「あたし」。
水色を基調とした私服が特徴で、中には白色のシャツを着ている。また、ショートブーツを履いている。
つぼみと正反対の性格で、猪突猛進で元気かつお調子者。気さくで明るいマイペースな性格の持ち主でとても友好的。喜怒哀楽が激しく失敗してすぐにへこんだり、自分が間違った事をやっていた場合はすぐに謝るなど素直であるが、反動で落ち込んだり、感動で涙ぐむなどの一面もある。
責任感が強く、「ことばにしないと伝わらない」という考えをもつ反面、物覚えがやや悪く内向的な相手の感情に合わせることは苦手。勉強と虫とカエルも苦手だが、運動は得意。
カリスマモデルだった母の影響で、ファッションに興味をもっている。学校では「ファッション部」の部長を務めている。
当初は、姉であるももかの容姿にコンプレックスを持っており、そのコンプレックスをサソリーナに付け込まれ、デザトリアンにされた。しかし、つぼみとの交流を経て姉妹関係も良好になり、他人と協調していくようになる。
将来の夢はファッションデザイナー兼スタイリストで、裁縫や服のデザインの腕前は高く、一目で相手のスリーサイズをあてることができる。
つぼみやいつきには呼び捨て、ゆりを「さん」づけで呼んでいる。
実家は母親が営んでいる「フェアリードロップ」というファッションショップを併設している。
プリキュアの資格をもっていることが判明するが、廃部寸前のファッション部のことを理由に断る。しかし、他人を救うために戦うキュアブロッサムの姿に考えを改めて「キュアマリン」として覚醒し、それを機につぼみと親友同士となる。
こころの花は白のシクラメン。「プリキュアの種」は青のコスモス。
明堂院 いつき（みょうどういん いつき） / キュアサンシャイン
声 - 桑島法子
第3話より登場。茶髪のショートヘアが特徴である14歳の少女。一人称は「ボク」もしくは「わたし」。
私服は黄色を基調としたチュニックを着ており、紺色のスパッツを穿いている。また、大きめの白い靴を履いている。
穏やかな性格で、いつも笑顔を絶やさない。また、可愛いものに反応する一面もある。
武術の達人かつ成績優秀で、文武両道を体現している。また、学園では生徒会長を務めている。
つぼみやえりかには呼び捨て、ゆりを「さん」づけで呼んでいる。
実家は「明堂院流古武道」の道場。病弱な兄の代わりに「明堂院流」の跡継ぎになるため、学園生活では真夏でも男子用の学生服を着用している。その兄を生涯守ることを誓い、次期当主及び道場師範代という重圧に負けない覚悟を持つ。家族には両親と兄のほかに、祖父であり学園の理事長でもある厳太郎がいる。
当初は、修行の妨げになるという理由から女の子らしい趣味の物はタンスの中に隠していたが、祖父や兄の助言もあって自分に素直になり、第15話では好きな武道を続けながら「ファッション部」に入部することを決める。
第23話にて、兄のさつきがデザトリアンにされたことがきっかけで、「キュアサンシャイン」へと覚醒する。相棒のポプリとは「守りたいものがある」という共通点から深い信頼関係を築いている。
デューンとの戦いが終わったあとは髪が少し長くなっており、制服も女子生徒用のものに変えている。
こころの花は牡丹。
月影 ゆり（つきかげ ゆり） / キュアムーンライト
声 - 久川綾
キュアムーンライトに変身する17歳の少女。黒色のストレートヘアが特徴で、眼鏡をかけている。一人称は「わたし」。
私服は白色の上着と薄い紫色のシャツを着ており、紺色のジーンズを穿いている。また、素足のままヒールを履いている。
学業の成績はいつもトップであり、聡明かつ物静かな性格。非常に大人びており、ミステリアスな雰囲気を醸しだしている。
ももかの数少ない友人であり、モデルの仕事で授業を欠席しがちな彼女のために気を遣っている。
父親で植物学者の月影博士は行方不明となっているため、母と団地で2人暮らしをしている。
学生としてもプリキュアとしても先輩なので、年下のつぼみたちを呼び捨てで呼んでいる。
父の失踪後、間もなくプリキュアに選ばれて「キュアムーンライト」となっており、「自身と同じ重責を、だれにも背負わせたくない」という思いから単身で砂漠の使徒と戦っていた。
物語が始まる以前に、「ハートキャッチミラージュ」を手に入れる試練で「こころの大樹」を訪れた際、ダークプリキュアとの死闘の末に敗れ、その直前に「ココロパフューム」をシプレとコフレに託し、自身もコッペの助けで生還することはできたが、同時に「プリキュアの種」とコロンを失う。
つぼみとえりかに戦闘への参加や指導を懇願されているが、上記のトラウマが原因で断っていた。一方、プリキュアの先輩としての冷めた辛辣な態度で接することもあり、使命感のないつぼみとえりか、ポプリを危険にさらしたいつきに厳しいことばをかけることもあった。
変身前でも身体能力は高く、ダークプリキュアの打撃を腹部にうけても苦しむ程度で済み、大群のスナッキーを蹴散らしたり、砂漠の使徒との戦闘に巻き込まれた人々を守るために生身で戦うことにも躊躇がない。
アニメ劇中では描かれなかったが、小学校の頃から身長が高く、運動会ではリレーの選手に選ばれ、中学に入ってからは一人で黙々と練習ができるからと陸上部に入部、2年生の頃には市の大会の100メートル走で優勝、県大会でも準優勝し、全国大会の県代表にも選ばれていた。
第33話において、こころの大樹の力と「ココロポット」によって修復されたプリキュアの種の力で、再びキュアムーンライトとして復活を果たす。復帰後は先輩として先頭に立ち、ほかのメンバーに指示などをしている。
コロンの仇であるサバーク博士が自身とダークプリキュアの父親であると知ったときにはショックで心を閉ざしかけたり、その父をデューンに殺された際には復讐心に満ちかけていたが、つぼみの説得で乗り越えている。
こころの花はユリ。
どういう経緯でプリキュアになったのか、いつコロンと出会ったのかは、アニメ劇中で明かされなかったが、『小説 ハートキャッチプリキュア!』第1章でその経緯が明かされている。それによれば、中学2年の時、父の英明が失踪してから1ヶ月後、父が勤務していた植物園を訪れ園長である薫子と話した後に、それを見ていたコロンがその素質を見抜いてプリキュアにしようと提案する。薫子は猛反対するが、その1週間後、ゆりはコロンと対面し、プリキュアに関する事実を聞かされる。その後ゆりは薫子にその熱意を語り、薫子は「空手の厳しい稽古に耐えられたら」という条件を出した。ゆりは陸上部を退部し、薫子からの稽古で空手の基本や掌底を早々と習得、薫子の薦めもあり明堂院流古武道に入門するはずだったが、翌日砂漠の使徒が動き出し、やむなく薫子はコロンに対しゆりにパフュームを渡すよう指示、それを受け取ったゆりはキュアムーンライトへと変身した。この時対決したデザトリアンはゆりの母、春菜が姿を変えた物であった。

#### 元プリキュア
花咲 薫子（はなさき かおるこ） / キュアフラワー
声 - 坂本千夏
つぼみの父方の祖母にして、著名な植物学者。ソバージュの髪型が特徴。67歳。旧姓は五代（ごだい）。
つぼみが通っている植物園の園長を務めている。また、最年少で「全日本空手大会」で優勝した経験をもつ。
つぼみが幼いころ、両親が忙しい間は彼女がつぼみの世話をしており、つぼみの性格に少なからず影響を与えている。
死別した夫との思い出が詰まったラベンダーが好きで、鎌倉在住時にはラベンダー畑を作るのを夢みていた。
若い頃にプリキュアとして砂漠の使徒と戦っていた人物であり、シプレとコフレとも当初から面識があったが、現在は戦いからは一線を退き、「こころの大樹」の研究をしている。
プリキュアとしての辛さなどを理解できる唯一の存在として、つぼみたちを見守っている。
こころの花は最終回をもっても明らかにされず不明である。
キュアローズ
小説版で名前のみ登場する、薫子の先代に当たるプリキュア。薫子がプリキュアパレスでの試練を受けた際には現在の薫子よりも20歳ほど若かったものの、手加減無しの真剣勝負となっていた。

### 妖精
プリキュアが変身するために必要な「プリキュアの種」を生み出す妖精。「こころの大樹」によって生み出され、プリキュアの候補者を探しに地上に降りてくる。
プリキュアへの変身アイテムをはじめとした、いろいろな道具を所持している。また、プリキュアに飛行能力を授けるマントに変身することが可能。
戦闘時には必要に応じてプリキュアのアシストも行ったりする。浮遊能力があり、普段は空を飛んで移動している。
部外者にはその存在は隠しており、プリキュア関係者以外の人物の前ではぬいぐるみのふりをしている。ただし、緊急な状況においては他者に話しかけることへの躊躇はしない。正体を知る一般人とは友だちになる場合もある。
砂漠の使徒との決戦後や『映画 プリキュアオールスターズDX3 未来にとどけ! 世界をつなぐ☆虹色の花』以降のクロスオーバー映画でも、引き続きつぼみたちと暮らしている。
シプレ
声 - 川田妙子
新しいプリキュアを探しにやってきた妖精で、つぼみのパートナー。模様の色はペパーミントグリーン。耳が上に立っている。
首には銀色のハートのブローチが付いたピンク色の襟飾りをつけており、頭には薄いピンク色の六角星の飾りがついた濃いピンク色のリボンをつけている。
一人称は「わたし」で、語尾は「ですぅ！」。性格はおっとりしているが、つぼみに対して気取る一面もある。パートナーのつぼみとは喧嘩も無く仲良しである。
コフレ
声 - くまいもとこ
シプレと共に新しいプリキュアを探しにやってきた妖精で、えりかのパートナー。耳は横に倒れている。
首には銀色のハートのブローチが付いた青色の襟飾りをつけており、頭には青色の宝玉を3個つけている。
一人称は「ボク」で、語尾は「ですっ！」。やんちゃで生意気な性格であり、子供っぽく、えりかの弟分的な存在。パートナーのえりかがいい加減かつわがままな所があるので、彼女の行動や言動に対して一言物申すこともある。また、えりかの妖精使いの荒さに怒って家出したこともある。
ポプリ
声 - 菊池こころ
第20話から登場する妖精。「こころの大樹」から生まれた赤ん坊で、いつきのパートナー。耳は離れている。
首には銀色のハートのブローチが付いた黄色のケープをまとっており、頭には羽の形をした黄色の耳飾りを付けている。また、ピンク色のポシェットも身につけており、その中に入っている種は「プリキュアパレス」の扉を開く鍵になっている。
一人称は自分の名前を言う。語尾に「でしゅ！」とつけ、いつきを「いちゅき」と呼ぶなど舌足らずな口調をする。
ワガママで甘えん坊な性格で、すぐに行動に出るなど直情的な一面もある。いつも多くのものを守りたいと願っている。
いつきのことが好きであり、行動をともにすることが多い。
守りの力を持ち、強力なバリアを張ることができる。
コッペ
薫子がプリキュアだった時代に、彼女をサポートしていたパートナー。
身体は大柄でキョロっとした目と厚い唇、小さな耳と頭部の捻れた一本角をもつ。身体は緑色の厚い毛に覆われている。
胸にある大きなピンク色のハートマークは、シプレやコフレが中に隠れたり、妖精たちの食事に使う小道具を納められている。
現在は薫子の植物園に滞在しており、表向きは奇妙なぬいぐるみとして扱われている。
妖精たちにとっては憧れの存在であり、シプレとコフレは「さま」付けの尊称で呼んでおり、「伝説の妖精」「コッペさまのようになりたい」と語っているほか、ポプリも「カッコいい」と抱きついている。
言葉を発することはなく、リアクションはほとんどない。
気配を消すための結界を張るなどの特殊能力をもつ。戦闘時は怪力によって敵をなぎ払う。
身体の中には異空間があり、その中にはプリキュアや妖精たちを癒やす事ができる温泉もある。
謎の青年
声 - 堀内賢雄
つぼみの祖父・空に似た青年で、コッペが薫子を想って変身した姿。つぼみは正体が判明するまで「イケメンさん」と呼んでいた。
プリキュアの危機を救う。変身前と同様に無口。
眼鏡をかけ、書生服をはじめいくつかの前時代的な青年の服装をしている。
ダークプリキュアの打撃を素手でいなすほどの戦闘力を持っており、「プリキュアの種」に似たアイテムで花びらの吹雪を起こし、敵の行動を阻害することもできる。
「ハートキャッチミラージュ」を手に入れるための試練として、キュアフラワーの代理として現代のプリキュアと対決し、ブロックを落とす攻撃を仕掛けてきた。この対決に敗れたことで、つぼみたちがその正体を知ることとなった。
コロン
声 - 石田彰
かつてゆりのパートナーだった妖精。模様は藤紫色で、精悍な目つきをしている。耳は小さく尖っていて、左耳に銀色の大きな耳飾りを付けている。
一人称は「ボク」で、冷静な口調で話す。ゆりたちのことは、プリキュアの名前で呼んでいる。
過去の戦いでサバーク博士の光弾からキュアムーンライトをかばった際に、致命傷を受けて身体は塵となって消滅したが、精神は「こころの大樹」の中に留まり、ゆりを見守り続けている。
「ココロポット」の力で精神体としてゆりとの邂逅を果たした際は、助言を送ってキュアムーンライトの復活を後押しし、ゆりが立ち直ったのを見届けてから再度こころの大樹へと戻った。
クロスオーバー映画に登場する際はサブキャラクターかつモブキャラクターとして登場しているが、一部の『プリキュアオールスターズ』の特集本ではかならずゆり（キュアムーンライト）のパートナー妖精として記載される事がある。

### 砂漠の使徒
プリキュアの敵対勢力。砂漠の王であるデューンが率いる勢力で、元々は銀河系の遥か彼方からやってきた流浪の民であり、自分たちに最適な砂漠の環境を造るため、高い科学力を駆使して星の資源を吸い尽くしている。
地球と人類のこころの砂漠化を目論み、人間がもつ「こころの花」を枯らす形で「こころの大樹」にダメージを与えることを目的に掲げているほか、それを阻止しようとするプリキュアの打倒も兼務する。
約400年前から歴史の影で暗躍していたが、50年前にキュアフラワーに敗れたために一度は退けられる。だが、徐々に組織の力を取り戻し、現代ではサバーク博士やダークプリキュアを擁してあらわれた。

#### 惑星城
砂漠の使徒の本部で、地球の支部に命令している層。また、本部は木星のような姿にもなる。
デューン
声 - 緑川光
砂漠の使徒の王として君臨する青年で、サバーク博士に指示をしている黒幕。緑色の髪に黄色い瞳が特徴。一人称は「ボク」。
白色のコートを着用しており、黒色のズボンを履いている。また、左肩には桃色をした正体不明の生物を乗せている。
表向きは物静かな人物として振る舞っているが、こころや愛という概念を徹底的に憎悪し、身内同士で争う光景を好むなど、本性は冷酷かつ非情であり、憎しみの力を原動としている。
今から50年前の地球に降臨し、「地球を砂漠の星に変える」という自身の悲願を叶えるために暗躍するが、当時の地球を守護していたキュアフラワーと激しい攻防を繰り広げることになり、結果的には両者とも相討ちという結果に終わる。そして、自身は前述の激闘で力を失ったことで宇宙へと逃亡するが、その後も自身の目的を諦めることはなく、キュアフラワーから奪われた力を取り戻そうと画策して現在に至る。これらの経緯があるため、現代のプリキュアたちが「ハートキャッチミラージュ」を手に入れることを大変危惧している。
前述のキュアフラワーとの激闘を終えた後、フランスのパリで「こころの大樹」の研究に行き詰まっていた月影博士を唆し、彼に悪のこころと力を与える仮面を着けて「サバーク博士」に変え、それ以降は彼に地球での行動指揮を任させている。
小説版によると、デューンが幼少期の頃、義母はデューンを密かに疎んじており、自分の子である義弟を王にしようと企んでいた。そして王位を継ぐ身であるデューンを殺害するよう、義母は先代の王であった父を唆し、主導権争いの末にデューンの乳母が殺害されるに至る。逃げ回った末に「邪神教」の教会にたどりつき、そこで復讐のために父を殺す力を求めたデューンは「デビル」に自身の魂を引き換えに強大な力を得て、その力で父と元凶である義母、さらには義弟を殺害した経緯をもつ。これが原因で憎しみの感情が止まらなくなり、父が欲していた地球を砂漠化して滅ぼすことで父を貶す快感を覚えるようになり、それ以降地球に固執するようになる。
第44話にて地球に再度降臨し、その圧倒的な憎しみの力でプリキュアたちを窮地に追い込み、更には復活を果たしたキュアフラワーから自身の力を奪還した上、本来の強大な力でこころの大樹を枯らすことに成功する。直前のデザトリアン戦から2連敗となったプリキュアをさらに追い込むかのように、地球に複数のデザートデビルを召喚し、彼らを使役することで地球を砂漠の星へと変えながら侵略していく。
第48話にて、洗脳が解けたサバーク博士を始末し、それに憤慨して「スーパーシルエット」となったプリキュアたちと激闘を繰り広げるが、憎しみではなく「愛」の力で戦うプリキュアたちの活躍によって徐々に追いこまれ、彼女たちの浄化技である「プリキュア・ハートキャッチオーケストラ」を受けて浄化されかける。しかし、続く第49話では憎しみの感情を増幅させて巨大な最終形態へと変貌し、遂には地球そのものを滅ぼそうと暴走するが、「無限シルエット」に進化したプリキュアたちにより形勢が逆転し、最終的には彼女たちによる「プリキュア・拳パンチ」を受けたことで完全に浄化され、最期は穏やかな表情を見せながら消滅した。
後の『映画 プリキュアオールスターズ みんなで歌う♪奇跡の魔法!』では、ソルシエールの魔法で生み出した幻が登場している。
少年形態
キュアフラワーとの戦闘で力が失われた状態。緑色の虚ろな瞳をした少年のような容姿をしている。
この姿でもプリキュア4人を圧倒するほどの戦闘力を備えている。
青年形態
薫子のもつペンダントを破壊し、その中に封印されていた自身の力を取り戻した姿。瞳の色が黄色になり、少年形態が成長したような外見をしている。
決意を固めて「スーパーシルエット」と進化したプリキュアたちと同等の戦闘能力をもつ。
巨人形態
プリキュアたちの猛攻に対抗するため、自分の憎しみの力を増幅させて巨大化した姿。左肩の生物が上半身に巻きついている。
デビルに魂を売り、悪魔そのものとなった姿であり、無限の憎しみを有している。また、戦闘能力は格段に上がり、強力な光線を出せる。

#### 上層部
地球で指揮をしている層。地球の付近の星にそびえる三日月型の城を拠点としている。
サバーク博士（サバークはかせ）
声 - 楠大典
砂漠の使徒の総指揮官を務めている男性。銀色の長髪が特徴。一人称は「わたし」。
顔全体を仮面で隠し、黒色が基調のロングコートを着用している。また、戦闘時は右手から光弾を放って攻撃する。
組織内では幹部たちを統率する地位におり、幹部に任務を与えて指示を下す役割を担う。また、基本的には威厳ある人物として振る舞っているが、任務中でもマイペースな幹部たちを放任するなど、決して冷徹に徹しているわけではない。
物語開始時点で、「こころの大樹」を守護していたキュアムーンライトをダークプリキュアと協力して倒すことに成功するが、肝心のこころの大樹が完全には枯死しなかったため、その後は人々の「こころの花」を枯らさせることでこころの大樹を滅ぼそうと画策する。また、幹部たちにはこころの大樹を復活させようと奮闘するキュアブロッサムたちの打倒を命じている。
元々は、ゆりの父親である月影英明だったが、後述にあるようにデューンに唆されて現在の「サバーク博士」の姿へと変貌した経緯をもつ。それ以降は娘のキュアムーンライトをも倒すべく、ゆりの身体の一部と研究の技術によって「ダークプリキュア」を誕生させるに至る。しかし、ダークプリキュアがキュアムーンライトに固執することを快く思わず、独断でゆりを襲撃した際には彼女を咎めている。
第47話ではキュアムーンライトとダークプリキュアの戦いに乱入し、その激闘の過程で自身の仮面が破れたことでデューンの洗脳から解放される。続く第48話ではゆりたちに自身の前述の真相を明かし、ダークプリキュアの最期を父として見届けた後はデューンと対決するが、結果的にはデューンの強さの前に敗北する。最後は妻である春菜をゆりに託すことを決意し、デューンの光弾からゆりをかばう形で死去した。
月影 英明（つきかげ ひであき）
サバーク博士の正体にして、月影ゆりの父親である植物学者。小説版で初めてフルネームが明らかになった。
『小説 ハートキャッチプリキュア!』第1章によると、薫子の植物園の主任であり、「こころの大樹プロジェクト」に推薦されていた。
人類を幸せにすることを信条に、「こころの大樹」の研究のため3年前にフランスへと旅立ち、パリ郊外山中にてこころの大樹を発見して研究に没頭していたが挫折し、その不安定な心をデューンに付け込まれて「サバーク博士」となった経緯を持つ。

ダークプリキュア
声 - 高山みなみ
サバーク博士の側近を務めている漆黒のプリキュア。緑色のおかっぱ型の髪が特徴。一人称は「わたし」。
黒色のゴシックロリータ風のコスチュームを着用し、胸元には力の源である青色のブローチを飾り、左手に黒色の手袋をはめて、両足にはロングブーツを履いている。また、頭部の左側には赤色の尖った花飾りをつけている。
常に冷静沈着な人物として振る舞うほか、敵対する存在には容赦しない冷徹な一面も持つ。また、組織内では三幹部より格上の地位にいるが、当の三幹部からは不快に思われている。
サバーク博士の存在を心の支えとし、彼への強い想いから「キュアムーンライトを倒し、自分が真のムーンライトとなる」という強い意思をもつ。そのため、自分とキュアムーンライトを月の「光」と「影」に例え、「影が光を飲み込む」として彼女を自分の手で倒そうとする。
右の瞳が金色、左の瞳が青色のオッドアイであり、普段閉じている右の目を開くと衝撃波を放ち、技の威力が増強される。また、背中の左側に、飛行能力と防御能力を備えた黒い片翼を生やしている。
初期のキュアムーンライトを圧倒するほどの高い戦闘能力を持ち、彼女の「プリキュアの種」の欠片を所持している。また、戦闘の際には「ダークタクト」という闇のロッドを使用する。
その正体は、月影ゆりの髪の一部とサバーク博士の研究の技術によって作り出された人造生命体。ゆりの妹ともいえる存在だったが、サバーク博士には「キュアムーンライトを倒すためだけに存在する、こころのない人形」と評されている。
第24話にて、登場したばかりのキュアサンシャインを含めた3人を相手にしたが、空中戦で圧倒し、実力の高さを改めて見せつける。
第34話にて、復活したキュアムーンライトとの激闘で戦闘不能になり、当面の間培養カプセルの中で回復するまで眠りにつく。そのあと、培養カプセルによって目が両方金色となった完全体として復活し、さらには強大な力を手に入れる。
第47話ではキュアムーンライトと死闘をするが、結果として敗北する。続く第48話では再び立ち上がって戦おうとしたが、月影博士が抱きしめられながら「自分の娘だ」という言葉に笑顔を見せ、最期は光の粒となって消滅した。

#### 三幹部
サバーク博士に仕えている3人の幹部で、作中では「大幹部」とも称されている。基本的には互いをライバルとみなして反目しあうが、一方で危機に陥った仲間を助けるなど、仲間意識は比較的に強い。また、それぞれ人間の姿に酷似しているが、様々な超能力をもつ。
人々の「こころの花」を取りだしては、「デザトリアン」という怪物を誕生させて暴れさせる。また、第31話以降は、デューンに度重なる失態を指摘されたサバーク博士から「ダークブレスレット」という強化アイテムを授けられ、そのアイテムを使用することで更なる邪悪な心を得るようになり、生みだすデザトリアンも強化された固体になる。
3人の正体はアニメ劇中では「こころの花」を枯らした人間から生まれた存在としか描かれておらず、素体となった人間たちの末路も第40話と最終話で少し触れられたのみだった。小説版で明かされた設定では、サバーク博士が「こころの花」を枯らしていた人間を「惑星城」に拉致し、砂漠に住む生物（サソリ、毒クモ、コブラ）の遺伝子を身体に組みこまれて誕生した「人造人間」であることが明記されており、サバーク博士と砂漠の使徒の研究者たちが造ったとされている。
サソリーナ
声 - 高乃麗
砂漠の使徒の幹部を務めている若い女性。スリムな体格と褐色の肌にサソリの尾のような髪型が特徴。一人称は「あたし」で、語尾に「よぉん」または「だわぁん」とつけることが多い。
中東風の衣装を身にまとい、黄色のダンダラ模様の短いマントを羽織っている。
短気で直情的な性格で喜怒哀楽が非常に激しく、「こころの花」を奪った人間の悩みをつけ込ませて暴れさせようとする冷徹な一面をもつ。その一方で、稀に女性らしい趣味を見せることもあるほか、三幹部の中ではサバーク博士に与えられた使命を忠実に従う忠誠心をもつ。
髪を自在に伸縮させることでムチ状の武器にしたり、その髪で相手を拘束することも可能で、さらに髪の先端部を猛毒を持つ針に変形させることができる。また、「ダークブレスレット」使用時は髪のスピードや射程などが強化されている。
第25話にて、キュアサンシャインの浄化技である「プリキュア・ゴールドフォルテバースト」を受けた影響で心が徐々に浄化されていくが、第31話でサバーク博士が与えた「ダークブレスレット」によって一度は悪に戻る。しかし、浄化作用が完全には消えておらず、次第には物思いにふけるようになる。
第40話にて、前述のことで危惧していた同僚たちから戦線撤退を進言され、最後のチャンスとしてダークブレスレットを3つ使用してプリキュアたちに挑む。しかし、結果として自身の体が耐えきれなくなり、最終的にはプリキュアたちの浄化技である「プリキュア・ハートキャッチ・オーケストラ」を受けて完全に浄化され、同僚たちに感謝の言葉を告げながら、カタクリのこころの花を残して消滅した。
アニメ劇中では浄化後に明かされた正体は山奥の療養所で寝ていた女性として登場したのみで、えりかは彼女の仕事は保育士ではないかと考えていただけであった。
小説版では実際に保育士であったが、預かった幼児を不慮の事故で死亡させ、それが原因で社会から制裁をうけて、精神に異常をきたしていた。サソリーナとして浄化されたことで人間に戻った後、復職している。
クモジャキー
声 - 竹本英史
砂漠の使徒の幹部を務めている若い男性。屈強な体格に片目を隠すほどに伸びた赤色の長髪が特徴。一人称は「オレ」で、土佐弁のような口調で話し、語尾に「ぜよ」「じゃき」とつける。
赤色のダンダラ模様の白色のロングコートを着用し、黒色のズボンと茶色いブーツを履いている。また、剣を帯刀している。
武士道精神に溢れる生真面目な人物として振る舞い、プリキュアと正々堂々の勝負にこだわる熱血漢でもあるため、同僚からは「暑苦しい」と酷評されている。また、「己の道を唯一人行くのが漢」という哲学を持ち、価値観は「強さ」のみに集約されているため、強さを極める努力を惜しまない一方で、弱者を激しく憎悪し、デザトリアンにされた人々を軟弱と酷評している。
最初はキュアブロッサムを「史上最弱」と侮っていたが、後にキュアブロッサムが成長していくのをみて認識を改めている。以降は、プリキュアたちを好敵手と見定めて倒すことを目標にしている。そのため、砂漠の使徒の目的などには一切興味がない。
常に技を編みだそうと修行に励んでおり、第15話では「ビッグバン・クモジャキー・スペシャル」、第22話では「台風パンチ」、第26話では「ビッグバン・クモジャキー・サマーウェーブクラッシャー・スペシャル」という技を習得している。また、「ダークブレスレット」使用時は剣に刃が形成され、これを素早く振るうことで衝撃波を連射して攻撃する。
第46話での最終決戦でキュアマリンに挑む際、力の強さだけに執着していたことを指摘されたうえ、「人を守るこころが本当の強さ」と口説かれるが、後戻りはできないとして戦いを続ける。最期はキュアマリンの浄化技である「プリキュア・ブルーフォルテウェイブ」を受けて浄化され、自分の知らない強さを認めて、素体となったこころの花であるノコギリソウを残して消滅した。
アニメ劇中では浄化後は病院で目覚めたあとに明堂院流の門下生になった熊本という人物であることが明かされたのみ。小説版では力だけの利己的主義を貫いていた格闘家であったため、全ての流派から破門され、絶望の淵を彷徨っていたという過去が描かれた。
コブラージャ
声 - 野島裕史
砂漠の使徒の幹部を務めている若い男性。細身の体格に青色のウェーブロングヘアが特徴。一人称は「ボク」で、フランス語を交えた話し方をする。
青色のダンダラ模様の白色の上着を着用し、黒色のロングブーツを履いている。
仲間も認めるほどのナルシストな人物で、「宇宙一美しい男」を自称している。また、何よりも自身の美しさを磨くことを優先し、任務中でもスナッキーを使役して自分を美しく見せようとするが、部下の扇動に乗せられる単純な一面もある。しかし、ファッションには執着しておらず、中身の美しさを服で誤魔化すことを認めていない。
醜く染まる人の心を不要と考えており、「こころの花」を奪った人間の悩みを軽蔑する。また、「醜い人間のこころが枯れはてた世界こそが美しい」と語り、砂漠の使徒の目的に共感しているが、自分より美しいと認めた者には素直に称賛することもある。実際、キュアサンシャインの美しさを高く評価しており、「ボクの相手に相応しい」と語っている。
名刺代わりに自身のブロマイドを相手に投げて渡すのが癖であり、このブロマイドは武器にも使用し、戦闘時は手裏剣や爆弾のように扱われ、キュアサンシャインの「サンフラワーイージス」を打ち破る威力を持つ。「ダークブレスレット」使用時はブロマイドがジョーカーのカードに変化し、カードから闇のような触手を放つようになる。
第46話での最終決戦ではキュアサンシャインに挑み、外見的な美しさだけではなく「人を守るこころこそが本当の美しさ」とキュアサンシャインに口説かれるが、後戻りはしないとして戦いを続ける。その後は互角以上の戦いを見せるが、最終的にキュアサンシャインの浄化技である「プリキュア・ゴールドフォルテバースト」を受けて浄化され、満足した最期に微笑みつつ、素体となったこころの花であるハマナスを残して消滅した。
アニメ劇中では浄化後に明かされた正体は熊本とともに入院していた患者として回想に登場したのみで、えりかは彼の仕事をコーディネーターではないかと考えていただけだった。
小説版では実際にコーディネーターであったが、自分の意に反した者を罵倒してきたためファッション業界から追放されていた。コブラージャとして浄化されたことで人間に戻ったあと、穏やかな性格になって復職している。

#### 戦闘員
スナッキー
声 - 堀井茶渡、岩崎了
砂漠の使徒に所属する下級戦闘員たち。全員同じような風貌だが、個体による体格差がある。言語は「キキッ」という鳴き声のみだが、幹部たちには言葉が通じている。
幹部たちの命令に忠実で、彼ら補佐や雑用を請け負うほか、時にはプリキュアと戦うこともある。
体にはサンドバッグのように砂が詰まっており、体が破れても砂を詰め直して補修すれば復活できる。
ボスナッキー
砂漠の使徒に所属する上級戦闘員たち。スナッキーたちを統率している隊長的な存在。スナッキーよりは体格が大きい。
劇中には2体が登場し、1体は第39話でキュアマリンの浄化技である「ブルーフォルテウェーブ」を受けたことで色が白くなった。

#### 怪物
デザトリアン
声 - 金田朋子
砂漠の使徒の幹部たちが使役する怪物。人々から奪った「こころの花」を様々な物体に埋め込むことで誕生する。顔などがスナッキーと酷似している。
とりつくものは無機物や植物が多く、質量の大きなデザトリアンはプリキュア単体の必殺技に耐えることもできる。
こころの花の持ち主である人間の悩みや苦しみや、コンプレックスなどを吐露しながら破壊活動を行う。それ以外にも鳴き声を発するが、これはとりつくものに準ずる。なお、悩みや苦しみが萎えている人間からしか生み出せない。
主に幹部たちの命令で破壊活動を行うが、媒体にされた人間の負の感情に忠実に行動するため、幹部たちも完全には制御できず、場合によっては幹部の指示を無視して破壊活動を中止したり、その幹部を襲う場合もある。
デザトリアンにされた人物は復帰後も、自分が怪物になっていたときのことをぼんやりと記憶しており、夢として認識する場合が多い。また、デザトリアンにされた経験をもつ人々は、デューンによって地球の砂漠化が進行したときも水晶体に閉じ込められず、無事だった。
ダークブレスレットのデザトリアン
第31話以降に登場。「ダークブレスレット」の力でパワーアップをしたデザトリアン。
幹部たちがダークブレスレットの力を使うと、その幹部がデザトリアンの体内に入り込むことで誕生する。また、デザトリアンの目つきが鋭いものとなり、幹部が直接デザトリアンを制御可能になる。
1人でダークブレスレットの力を複数使用すると体に負担がかかり、幹部がその力に耐えきれなくなるとデザトリアンの動きが止まる。
第44話には、2人の幹部によってダークブレスレットを使用されたデザトリアンが登場した。その個体は遥かに強力で、プリキュア4人を敗北させるほどである。また、単体の必殺技を全て無効化するため、プリキュアたちの浄化技である「スーパーシルエット」でしか対処ができない。

デザートデビル
声 - 星野貴紀
主にデューンが使役する強力な怪物。水牛のような角をもつ漆黒の巨人の姿をしており、目から放つ光線であらゆる物を砂に変える能力をもつ。
デューンの砂漠城から「砂漠の種」という形で対象の惑星に送り込まれ、到着すると「デザートデビル」へと変化する。第38話で登場した固体はさらに巨大なサイズで、背中に6本のヘビの首が生えており、その口から巨大な破壊光線を放つ。
デューンにとって脅威である「ハートキャッチミラージュ」を狙って送り込まれたが、「スーパーシルエット」となった4人のプリキュアの前に敗れ去った。
デューンが地球に到着し、力を取り戻した直後にも多くの個体が地球に上陸して、一晩で地球を砂漠化した。

### 主人公たちの家族

#### 花咲家
花咲 陽一（はなさき よういち）
声 - 金光宣明
つぼみの父で、空と薫子の息子にあたる。38歳。「HANASAKIフラワーSHOP」を経営している。
かつては高名な大学教授で、現在でも講師を請われることもある。専攻は薫子と同じく植物学。
教授時代は花の研究のために妻のみずきと一緒に世界中を飛び回っていた。しかし、両親不在の淋しさに耐え切れず泣いていたつぼみの姿を見て、大学を退職。家族が一緒にいられるように花屋になる道を選んでいた。
花咲 みずき（はなさき みずき）
声 - 加藤優子
つぼみの母。36歳。娘と同じく眼鏡をかけている。
有名な花の商社「レッドフローリアン」に勤務していた頃、花畑で陽一と出会い、お互い一目惚れして一カ月で結婚した。
陽一同様、かつては仕事に熱心なあまり家族がバラバラになっていたことに気づかなかったが、今では家族を何より大切にしている。43話では次女・ふたばを懐妊する。
花咲 空（はなさき そら）
声 - 堀内賢雄
つぼみの父方の祖父。眼鏡をかけている。植物を愛する穏やかな性格。
青年時代は山小屋に一人で住み、一人チェロを弾く風変わりな生活をしていた。
空手大会に向けた特訓のため山篭りしていた薫子と出会い、親しくなり結婚。そのあと陽一を儲けるが、つぼみが生まれる前に死去した。
花咲 ふたば（はなさき ふたば）
最終話で誕生したつぼみの妹で、花咲家の次女。

#### 来海家
来海 流之助（くるみ りゅうのすけ）
声 - 遠近孝一
えりかの父で、世界的に有名なカメラマン。若いころは数々の国際的賞を受賞した。
「写真にとって一番大切なのは愛」が持論で、熱弁を振るい始めると止まらなくなる。
えりかのマイペースで明るい性格は彼譲り。カメラマンの仕事が休みの時はフェアリードロップの手伝いもしている。
来海 さくら（くるみ さくら）
声 - 氷青
えりかの母。元有名ブランドの専属モデルで、パリコレに出演するカリスマスーパーモデルだった。
現在は女手一つでファッションショップ「フェアリードロップ」を経営しているオーナー兼デザイナー。
来海 ももか（くるみ ももか）
声 - 伊藤静
えりかの姉。「私立明堂学園高等部」の2年生の17歳 で、ゆりの親友。えりかはほぼ「ももネェ」と呼ぶ。
小学生の時にスカウトされて以来、高校生の今も現役でモデルの仕事を続けており、学校では同級生からも「高嶺の花」として特別扱いされている。
ティーンズファッション雑誌のグラビアを飾ったり、「BiBi」の専属モデルとして大活躍している一方、仕事が忙しく学校に通えない日もしばしば。
えりかは彼女のスタイルの良さと圧倒的な人気を妬んでいるが、ももか本人は普通の生活を送っている妹を羨ましがっており、第8話ではその心をクモジャキーにつけ込まれた。
目標は、妹のように友人をたくさん作ること。
こころの花はダリア。

#### 明堂院家
明堂院 厳太郎（みょうどういん げんたろう）
声 - 中博史
いつきの祖父で、明堂院家の現当主にして、明堂院流古武道の師範。また、私立明堂学園の創始者で、理事長も務める。
厳格な面持ちで頑固な印象を醸しだしているが、実際は他者の心を重んじる、落ち着いた思慮深い性格。
明堂院 つばき（みょうどういん つばき）
声 - 湯屋敦子
いつきとさつきの母で、厳太郎の一人娘。夫は婿養子で、36話に姿のみ登場している。
兄の代わりに明堂院流を継ぐため稽古に励むいつきを気にかけており、無理をしがちな彼女を心配している。
明堂院 さつき（みょうどういん さつき）
声 - 前野智昭、久嶋志帆（7歳時）
明堂院家の長男で、いつきの兄。短髪のいつきとは対照的に長髪が特徴。
本来ならば明堂院の次期当主だが、時には車椅子に乗ることがあるほど病弱であるため、いつきが明堂院家を継ぐこととなった。
妹に次期当主の大役を背負わせたことを気に病み、いつきにはもっと同性の友人を多く作ってほしいと思っている。自分の体を気遣ういつきには、彼女の気持ちを汲みつつも無理をしないで欲しいと伝えた。
第23話では手術を受けることになり、それに対する不安をサソリーナに付け込まれる。救出されたあとに無事手術は成功し、最終話では古武道に再び取り組めるほどまでに回復した。
こころの花はカモミール。

#### 月影家
月影 春菜（つきかげ はるな）
声 - 佐久間レイ
ゆりの母親。希望ヶ花駅前の売店で働いている。13話のみ登場。
娘と団地で2人暮らしをしているが、今でも夫の無事を信じており、いつ帰ってきてもいいように食事時には常に一人分多く用意している。
小説版ではキュアムーンライトがダークプリキュアに敗れる前に、夫が連絡をよこさないことによる心配をサソリーナに付け込まれたことがあり、キュアムーンライトに救われた過去が描かれた。

### 私立明堂学園
いつきの祖父・厳太郎が創設した私立学校。中等部と高等部が存在し、つぼみ、えりか、いつきの3人が中等部、ゆりが高等部に通っている。
中等部の制服は男子が薄いグレーの学生服、女子がセーラー服風の襟を持つクリーム色のワンピースで赤いリボンをつけている。夏服は男子が半袖のカッターシャツにグレーのスラックス、女子は赤いリボンの付いたブラウスとクリーム色のスカートを着用している。ただし、いつきは事情により夏服問わず白の学生服を着用している（最終話のみ女子の夏服を着用）。
高等部の制服は男女とも冬服はシャンパン色のブレザー、夏服は半袖のカッターシャツまたはブラウスで、男子はグレーのスラックス、女子は濃いグレーのスカートとなっている。また、男子は臙脂色とグレーの縞柄のネクタイ、女子は臙脂色の紐ネクタイを締めている。

#### 教員
鶴崎（つるさき）
声 - 牛田裕子
つぼみとえりかのクラス担任を務める女性教師で、26歳。担当教科は国語。えりかによると「生徒とは親身になってくれる先生」。男性のような口調に、竹を割ったようなさっぱりした性格で、男性にモテないのが悩み。お化けの類が苦手で、第21話では教師としてお化けを怖がる姿を生徒に見られることに情け無さを感じていたところを、コブラージャに付け込まれた。それでも多くの生徒達から慕われている。
こころの花はシャクナゲ。

#### ファッション部
えりかが部長を務める部活。その名のとおりファッションを楽しむための部活動。服飾デザインを起こしたり、実際にそれを作るなどを行う。
部員がえりか以外辞めたことで廃部寸前になるが、つぼみやクラスメイトを強引に勧誘して事無きを得る。そのあとも何人かが部員として加入している。ななみ以外は7話から加入した。
志久 ななみ（しく ななみ）
声 - 藤井ゆきよ
つぼみとえりかの同級生の女子生徒で、小豆色の髪が特徴。第14話からファッション部の部員となる。愛称は「なみなみ」。
母（声 - 今井由香）を幼少時に亡くし、現在は父（声 - 滝知史）と妹のるみ（声 - 玉川砂記子）の3人でアパート暮らしをしている。
一家の母親代わりを務めるしっかり者の性格で、幼い頃に母から教わった「笑顔が1番」をモットーに、いつも笑顔を絶やさず明るく振る舞っている。しかし、母がいない悲しみと家事のため部活ができない寂しさを押さえ込んでおり、第14話でそこをサソリーナに付け込まれた。
以前からファッションには興味があったが、家事が忙しく断っていたものの、事件後はファッション部に入部した。
当初こころの花（赤いカーネーション）は錠つきの鳥篭に入れられていた。
持ち前の明るい笑顔と、裁縫の上手さからファッション部のムードメーカーとしてえりかに信頼され、妹連れでの参加を特別に許されている。
沢井 なおみ（さわい なおみ）
声 - 埴岡由紀子
つぼみとえりかの同級生の女子生徒で、小豆色のロングヘアが特徴。
以前から生徒会長のいつきに憧れており、いつきが同じファッション部に入部したことを嬉しく思っていた。しかし第26話で引っ込み思案な性格で話しかけられず悩んでいたところをクモジャキーによってデザトリアンにされた。プリキュアに救出されたあと、友だちになりたいという思いをいつきにうち明け、ようやく名前で呼び合えるようになった。
こころの花はイチゴ。
佐久間 としこ（さくま としこ）
声 - 吉田聖子
つぼみとえりかの同級生の女子生徒で、愛称は「とっこ」。栗毛色のセミロングヘアが特徴。兄弟はおらず、一人っ子。
黒田 るみこ（くろだ るみこ）
声 - 足立友
つぼみとえりかの同級生の女子生徒で、メガネと黄褐色のロングヘアが特徴。兄弟は兄が一人いる。少し勝気で、張り合うことが多い。

#### 中等部
上島 さやか（うえじま さやか）
声 - 渡辺明乃
私立明堂学園中等部1年生。つぼみたちの後輩で明るく前向きな少女。幼少時からサッカーが好きで、中学でもサッカー部に入部しようとしたが男子サッカー部しかなく、女子であるが故に部長から断られ、その悔しさでサソリーナにデザトリアンにされてしまう。プリキュアに救われた後は女子サッカー部を設立し、のちに正式な部となった。
こころの花はポインセチア。
三浦 あきら（みうら あきら）
声 - 木内レイコ
えりかの友人の男子生徒。野球部に所属しており、常に絆創膏を持ち歩いている。両親（声 - 松山鷹志、埴岡由紀子）はラーメン屋を営んでいる。ラーメン屋を始めて以降父との交流が減り、寂しい思いを感じていた。1号店開店時に友人に喜びながら宣伝していたことや、父の夢を大事にしたいという板挟みに悩んでいたところをコブラージャにデザトリアンにされてしまう。
こころの花はサルビア。
多田 かなえ（ただ かなえ）
声 - 小島幸子
つぼみとえりかの同級生で、スクープ写真を撮るのが大好きな女子生徒。
当初は注目を集める写真で見る人を喜ばせることだけに固執しており、他人の失敗した姿や恥ずかしい姿（スキーで転んだえりかなど、ほとんどがハプニング写真）ばかりを狙って撮っていたため、被写体になった人達からは苦情が絶えなかった。第6話で憧れていたえりかの父である流之介から「被写体への愛がない」という言葉を受け、悩んでいたところをサソリーナによってデザトリアンにされてしまうが、その直前に彼女を「変な人」と驚いて開き直り写真を撮っていた。
プリキュアに救われてからは「愛のある写真」を撮ろうと心機一転した。プリキュアをスクープすることに乗り出したが、情報の乏しさからなかなか核心にたどり着けずにいる。
第36話では、学園祭に突如として現れたコブラージャに「引っ込め」とブーイングした。
なおOP映像ではビデオカメラを使用しているが、作中ではビデオカメラを使用したことは一度も無い。
こころの花はブラックベリー。
小笠原 まお（おがさわら まお）
声 - 久嶋志帆
えりかの友人で、テニス部に所属する女子生徒。ダブルスのパートナーである熊沢 あゆみ（くまざわ あゆみ、声 - 足立友）の発言から彼女がパートナー解消を考えていると誤解し、第4話でそのやりきれない気持ちからクモジャキーにデザトリアンにされてしまうが、プリキュアに助けられた。あゆみが自分の実力不足を感じ、まおの足を引っ張りたくないという想いからしばらく独りで練習をしたかっただけであり、コンビの解消の意思はなく、誤解は解けた。
こころの花はブルースター。
酒井 まさと（さかい まさと）
声 - 長沢美樹
つぼみとえりかの同級生で、カンフーが大好きな男子生徒。授業中でもカンフーシューズを履き続けるくらいのめりこんでおり、いつも弟のよしと（声 - 津村まこと、こころの花はジキタリス）とともにカンフーの型の練習をしている。実は、実戦になると緊張して戦えなくなるという弱さを持っており、よしとの前で二人の男子生徒（声 - 奈良徹、堀井茶渡）にバカにされる。このことがきっかけでよしとをクモジャキーによってデザトリアンにされてしまう。この時には戦う決意を振り絞ってスナッキーに生身で立ち向かい、弟が閉じ込められた水晶玉を敵から取り戻した。
高岸 あずさ（たかぎし あずさ）
声 - 折笠富美子
つぼみとえりかの同級生で、演劇部の部長を務める女子生徒。茶色のセミロングヘアが特徴。えりかはファッションのことで彼女と張り合うことが多いものの、彼女の一生懸命さなどに自分との共通点を感じており、本心では良きライバルとして打ち解けている。演劇が好きなあまり周囲が見えなくなることが多く、遂に部員の反感を買い孤立してしまう。このことで悩んでいた気持ちを16話でコブラージャに付け込まれる。事件解決後は部員たちとも和解した。学園祭ではつぼみ達にファッションショーの司会を頼まれる。
こころの花はブーゲンビリア。
番 ケンジ（ばん ケンジ）
声 - 置鮎龍太郎
つぼみとえりかのクラスメイトで、中学生離れした身長の男子生徒。不機嫌になると本物の不良さえ逃げ出す程の鋭い眼光を放ち、そのせいで学園創設以来の番長と呼ばれていた。実際は口下手ながらも心優しい少年で、前述の噂も誤解からきたものである。とても裕福な家庭で育っており、母の慶子（けいこ、声 - 井上喜久子）には頭が上がらない。少女漫画を描くのが好きで、プリキュアをテーマにした漫画を描いていた。だが漫画家になりたいという夢を母に隠しており、それがバレて落ち込んだところをクモジャキーに付け込まれる。当の慶子は事件解決後にはケンジの夢に理解を示し、今後も漫画を描き続けることを許してもらった。学園祭ではファッション部の看板やポスター作りを手伝っていた。また男子でありながら、ポプリに3人目のプリキュアではないかと思われたことがある。
登場当初は目が前髪で隠れていることが多かったが、第35話以降は素顔がはっきり見えるように描かれている。
こころの花はハナミズキ。
水島 アヤ（みずしま アヤ）
声 - 白石涼子
つぼみが掛け持ちで入部している園芸部の部長を務める女子生徒。3年生なのだが、初対面のえりかには1年生と思われた。重度のドジで、泣き虫な性格。花を愛する優しい心の持ち主で、薫子を尊敬している。愛情に反して花の栽培がうまくいかず、悩んでいたところをクモジャキーにつけ込まれる。
こころの花はサザンカ。
林 ゆうき（はやし ゆうき）
声 - 折笠愛
つぼみとえりかのクラスメイトの男子生徒。夏休みに京都から学校まで自転車で走り抜くという目標を立てた。
その後、目標通り帰ってきたが、途中で挫折して一部バスを利用していたため、皆から尊敬の目で見られることに苦しむ。そこをクモジャキーに付け込まれる。
こころの花は菜の花。
杉山 ごう（すぎやま ごう）
声 - 鈴木真仁
つぼみとえりかの同級生の少年。映画部に所属している。学園祭でも映画を発表することになったが、思うように製作が進まず、悩んでいたところをクモジャキーに付け込まれる。事件解決後は無事に立ち直り、ファッション部のファッションショーでは照明係を務めることになった。
こころの花は桔梗。
池田 彩（いけだ あや）、工藤真由（くどう まゆ）
声：池田彩、工藤真由
特別出演。つぼみとえりかの同級生で、軽音楽部のツインボーカル担当。学園祭でライブを開くことになったが、緊張のあまりステージに上がるのを躊躇い、その心情をコブラージャに付け込まれる（デザトリアンは2人のこころの花を合わせて誕生）。
事件後はスケジュールの都合でライブが開催前に中止になりかけたが、えりかの機転もあって、ファッション部のファッションショーと合同でライブを行うことになった。
2人とも、こころの花はアスター。
佐藤 一二三（さとう ひふみ）
声 - 内藤玲
つぼみ達の同級生で、生徒会の副会長を務める眼鏡の少年。いつきの後任の生徒会長として期待されていたが、不純な動機であることをいつきに悟られ、自らを情けなく思っているところをサソリーナによってデザトリアンにされる。救出された後は生徒会長としての自覚を持つようになり、率先して学校のために奮闘するようになり、それを見ていた他の生徒もそれに倣うようになった。
こころの花はニンジン。

#### 高等部
才谷 秀雄（さいたに ひでお）
声 - 阪口大助
私立明堂学園高等部2年1組。成績優秀だがゆりには勝てず、学年成績が万年2位に甘んじている男子生徒。ゆりに対して強いライバル心を燃やすが、どれだけ頑張っても勝てないことに学業への意欲を失いかけ、そこをサソリーナに付け込まれる。
こころの花はほうれん草。

### デザトリアン化した人物
一部を除いて主にデザトリアン化した人物を記す。
小畑（おばた）
声 - 千葉進歩
第9話に登場。つぼみの父・陽一の大学教授時代の教え子。現在は新種の植物を研究・開発する会社に就職し営業マンを務める。いつも携帯電話で慌ただしく連絡を取り合っている。
陽一の知識を研究に役立てて欲しいと考え、スカウトしにきたが何度も断られ、つぼみを通じて説得を試みるが、薫子から改めて花咲家の過去を聞き、やむなく断念した。
大の植物好きで、薫子の植物園に行った際は子供のように興奮する姿を見せている。実は自身も研究チームの一員として新種の花を開発したいという夢を持っているが、会社を解雇されるのを恐れて悩んでいたところをコブラージャに付け込まれる。
こころの花は白いヒヤシンス。
柴田 リサ（しばた リサ）
声 - 浅田葉子
第12話に登場。栗色の長い髪かつ愛らしい容姿が特徴のフェアリードロップの常連客。フラワーショップの常連客であり、恋人の利岡 ユウト（としおか ユウト、声 - 高橋広樹）との関係に悩み、お互い相手が最近よそよそしくなったことを不安に思っていた。そこで花咲家と来海家で2人をキャンプに連れ出し、吊り橋効果で2人を結ばせようとした。その時にコブラージャが現れ、前述の気持ちを付け込まれる。プリキュアを苦戦させる強いデザトリアンだったが、コブラージャがリサをバカにする発言をした際にユウトがリサを愛していることを語り、リサに告白した。これによりデザトリアンの動きが止まり、元に戻った後2人は無事に結ばれた。
こころの花は赤いチューリップ。
ヒロト
声 - 小林由美子
第15話に登場。明堂院流の元門下の少年。黒い道着を着て、赤い長髪を後ろで結んでいる。勝ちにこだわり、反則などの卑劣な手ばかりを使っていたため厳太郎から破門され、それを恨んで道場破りにやってくる。いつきを卑怯な手段で打ち破り看板を奪うが、本心では明堂院流に戻ることを望んでおり、それをクモジャキーに付け込まれる。浄化された後は、勇気を出して道場に戻り、和解する。
こころの花はスミレ。
原野 正広（はらの まさひろ）
声 - 田中一成
第17話に登場。おいしい大福で評判の「はらの和菓子店」の3代目。妹の千鶴子（ちづこ、声 - 足立友）、と父親の正一（まさかず、声 - 立木文彦）、祖父の正治郎（しょうじろう、声 - 園部啓一）との4人で和菓子屋を切り盛りしていたが、父や祖父から自身が作った大福の味を否定され続けた挙句、彼らに認めてもらえない悔しさをサソリーナに付け込まれる。
こころの花はツツジ。
堀内 アキ（ほりうち アキ）
声 - 山崎和佳奈
第19話に登場。近々結婚予定である農家の娘。堀内家はえりかの父である流之介が若い頃に世話になった家族であり、アキとその父親である正（ただし、声 - 田中正彦）はともに流之介とは旧知。結婚にあたって父親を一人残して家を出て行けないと心配するアキに、当の父親が彼女の悩みを真面目に取り扱おうとしない態度を取りつづけたため、自分が愛されていないのではないかという不安が生まれ、そこをコブラージャに付け込まれる。マルという柴犬を飼っている。
こころの花はみかん。
露木 かりん（つゆき かりん）
声 - かかずゆみ
第20話に登場。ももかの後輩に当たるモデルの少女。ももかのことを「親の七光り」として嫌っていた。ももかには「才能はあるが目立ちたがり屋」と評されている。ももかの妹役として抜擢されたが、妹役ゆえに目立てないことに不満を感じていた。さらにその態度の悪さをももかに諭されたことに激怒して妹役を降板し、その怒りをサソリーナに付け込まれる。浄化された後、ももかが自分に期待しているがゆえに厳しく注意したことに気づき、妹役に復帰した。
こころの花はブロワリア（en:Browallia）。
中野 みつる（なかの みつる）
声 - 園崎未恵
第27話に登場。つぼみの幼馴染で、剣道に打ち込んでいる。つぼみが困っているとなぜかいつも助けてくれる面倒見の良い少年。つぼみが引越しの時に落としたオルゴールを拾い、ずっと返せずにいたことを悩んでいた気持ちをサソリーナに付け込まれる。
こころの花はラベンダー。
はるか
声 - 皆口裕子
第30話、第39話、第41話に登場。第30話では両親に構ってもらえないことが不満で家出した幼児。公園でたたずんでいたところに、同じ理由でいつきの元から家出してきたポプリと出会い意気投合する。たまたま通りすがったゆりに諭されるが、ちょうどはるかを探しにきていた母親（声 - 茂呂田かおる、こころの花はバーベナ）がコブラージャによってデザトリアンにされてしまい、戦闘に巻き込まれる。第39話ではるみと遊んでいたところを再度戦闘に巻き込まれた。
佐藤 ノリコ（さとう ノリコ）
声 - 浅田葉子
第41話に登場。るみやはるかが通う保育園の先生。園児に慕われる先生を目指しているが、なかなか思うようにいかずに悩んでいたところをクモジャキーに付け込まれる。
こころの花はベニバナ。
ハヤト
声 - 浦和めぐみ
第42話に登場。ゆりと同じ団地に住む少年。ゆりとは幼い頃から姉弟のように育った仲であり、彼女を慕っている。父親が失踪してから明るさを失ったゆりをずっと気にかけており、何の助けにもなれない自分に苛立ちを感じていた。ゆりにラブレターを書き、渡そうとしていたが、彼女が自分を弟のようにしか見ていないことを知り、その悔しさをコブラージャに付け込まれる。
こころの花はさくらんぼ。
カスミ
声 - 下屋則子
第43話に登場。祖母と一緒にHANASAKIフラワーSHOPに両親へのブーケ作りを依頼に来た少女。6歳。両親が生まれたばかりの妹ばかり可愛がり、自分の存在を忘れていると思い込み、その悲しみをクモジャキーに付け込まれる。
こころの花はスズラン。
橘 まゆか（たちばな まゆか）
声 - 天野由梨
第44話に登場。薫子の植物園の職員の娘で、つぼみとも顔見知り。恥ずかしがり屋で引っ込み思案なため、なかなか友達を作れず、友達の気を引くために「自分はプリキュアと友達」だと嘘をついてしまう。つぼみは彼女のためにプリキュアとして会いに行こうとするが、そこにデザトリアンが現れて戦闘に巻き込まれる。
青年
声 - 岩崎了
第44話に登場。コンビニ前でサンタクロースのコスチュームを着てクリスマスケーキの宣伝をしているが、内心はカップルを非常に妬んでいる。この心情をクモジャキーとコブラージャに付け込まれる。
プリキュアが大好きで、携帯の待ち受けにしているほど。プリキュアから救われた後は彼女たちからクリスマスカードをプレゼントされた。
こころの花はカスミソウ。

## プリキュアの設定
本作品におけるプリキュアは、妖精から選ばれた人間の少女が変身する伝説の戦士として位置付けられており、「こころの大樹」と人々の心の中にある「こころの花」を守るため、大樹を枯らし世界を征服しようとする「砂漠の使徒」と戦う使命を持つ。両者の攻防は人類の歴史の裏側で昔から繰り返されており、砂漠の使徒が活動を開始するたびに新たなプリキュアが選ばれて世界を守ってきた。プリキュアに変身できる資格を持つ者はこころの大樹に関する夢を見ることがある。プリキュアに変身するとあらゆる身体能力が大幅に強化されるが、慣れないうちは強大なパワーを制御できず、暴走したり自滅してしまう場合もある。また、前作と同様に体調面は変身前後で変化せず、体調によっては戦闘力が十分に発揮できないほか、精神状態も大きく影響する。事件を解決する（デザトリアンを浄化する）と、パートナーの妖精が「こころの種」を生み出す。胸に着けたプリキュアのエンブレムを模ったブローチは力の源となっており、こころの種の使用時などに発光する。
4人全員共通に、「プリキュア・オープンマイハート!」の掛け声で、ブロッサム、マリン、サンシャインの変身の際はまずノースリーブのワンピースのような光の衣に全身が包まれ、パートナーの妖精が生み出した「プリキュアの種」を「ココロパフューム」に装填した後、変身を開始する。変身中はココロパフュームを吹きかけた部分がプリキュアのコスチュームに変化していき（この際、ココロパフュームをお互いに吹きかけあって変身することも可能）、変身が完了すると名乗りを上げてポーズをとる。キュアムーンライトは「プリキュアの種」をココロポットに装填し、光の衣に全身が包まれてその後上空に飛び、下降途中でプリキュアのコスチュームに変化していく。変身を強制解除または戦闘不能にされると、前述の光の衣をまとった状態になる。変身バンクシーンも単独のものに加え、2人や3人同時など複数種類が用意されている。ブロッサムとマリンは胸のリボンにあるハート型ブローチに触り、そこから出るハートを掴んで「ハートキャッチプリキュア!」と揃ってポーズをとる。サンシャインはムーンライト加入前は行うが加入後は行わない。ムーンライトはスーパーシルエットのみ行う。全員イメージカラーと同色の花びらを模したイヤリングをつけている。
変身終了後の立ち位置は、向かって左から第4話からマリン・ブロッサムとなり、サンシャインは第24話からブロッサムの右側に、ムーンライトは第45話（スーパーシルエットでは第38話から）からマリンの左側に立つ。
本作品では、従来のシリーズでは曖昧なままであった「主人公たち以前に活躍していたプリキュア」の存在を初めて明確にし、プリキュアの使命が様々な人間に継承されていくものであることが描写された。
前作『フレッシュプリキュア！』と同じく、敵である砂漠の使徒は人通りの多い街中で暴れることを躊躇しない。そのため、本作品のプリキュアの活躍にも目撃者が多く、物語の進行に伴い希望ヶ花市の住民の間でその存在が認識されていく。一方でプリキュアの正体を明かすことは「大変なことになる」ため、暗黙の了解で控えることになっている。また、戦闘後の周囲への被害は基本的に修復されず、例外的に砂漠化した地球が復元されたのみに留まっている。
前作よりも更に変身後の髪の色が明るく鮮やかに変わるのが特徴で、瞳の色も前作に比べて目に見えて変化が明らかになった。「変身時や必殺技使用時において、本人の意思とは無関係に決めゼリフを口走り、ポージングを取ってしまう」というプリキュアシリーズでは定番となっている要素が本作品ではほとんど排除されている。一部を除く変身後のネーミング、決めゼリフ、技などは、プリキュアへの変身対象者が自分自身で考案するものとなっている。そのためもあり、従来のシリーズと比べると名前のある技が大量に存在する。

### キュアブロッサム
花咲つぼみがプリキュアとして変身した大地の戦士の姿。イメージカラーはピンクで、変身時の名乗りは「大地に咲く一輪の花、キュアブロッサム!」で、決めゼリフは「私、堪忍袋の緒が切れました!」。
髪は暗いマゼンタから鮮やかなマゼンタの巨大なポニーテールになり、それを濃いピンク色のリボンで結っている。瞳の色も髪の色同様、暗いマゼンタから明るいマゼンタに変化する。コスチュームの基本カラーはピンク色で、ピンクと白のフリルのついたミニスカートワンピースを身に纏い、胸部に丈の短いリボンをつけ、膝まであるロングブーツを履いている。
名前は初変身の時に近くにあった桜にちなんでつぼみ自身がつけたもの。第1話での初変身の際、困惑するあまりプリキュアの身体能力を制御できずに自滅し、「史上最弱のプリキュア」と呼ばれてしまうが、その後は話数が進むごとに技量も上がっていった。
変身してもつぼみ本来の性格はそのままで、高所恐怖症も特に克服されている訳ではない。
後述するキュアフラワーは彼女の祖母（花咲薫子）にあたる。
通常技
ブロッサム・おしりパンチ
ただのヒップアタックだが、こころの種の効果による加速状態で放たれ、見た目とは裏腹に威力は高い。サソリーナに「おしりなのにパンチ!?」と突っ込まれた。
ブロッサム・シャワー
突風の力で、手から無数の桜の花弁を放ち、相手にぶつける。
ブロッサム・フラワーストーム
桜の花弁の旋風に身を包み、敵に突進する。
ブロッサム・インパクト
ピンク色のエネルギー光波を拳に込めて掌底を叩きつけ、敵を吹き飛ばす。両方の拳にエネルギー光波を込めて繰り出す「ブロッサム・ダブルインパクト」という強化版もある。
ブロッサム・スクリューパンチ
自身のこころの花の力を拳にこめ、エネルギーとして放つ。クモジャキーの台風パンチを相殺するほどの威力を持つ。
ブロッサム・ぜんぶパンチ
身体を大の字に広げ、正面から敵に体当たりする。
ブロッサム・シュート
両手からピンク色の光弾を連続で発射して、相手にぶつける。
必殺技
プリキュア・ピンクフォルテウェイブ
「花よ輝け!」という掛け声でブロッサムタクトから放つ必殺技。ピンクの蕾の形をしたエネルギー弾を飛ばし、敵にぶつけると桜が花咲き、ブロッサムタクトの中心にあるクリスタルドームを回転させることで力を送り込み、敵を浄化する。

### キュアマリン
来海えりかがプリキュアとして変身した海の戦士の姿。イメージカラーはブルーで、変身時の名乗りは「海風に揺れる一輪の花、キュアマリン!」で、決めゼリフは「海より広いあたしの心も、ここらが我慢の限界よ!」。
髪は暗い青色から、ウェーブがかって左右に分かれた鮮やかなシアンのロングヘアーになり、頭頂部に青色のハートがついたリボンをつけている。瞳の色も髪の色同様、暗い青色から明るいシアンに変化する。コスチュームの基本カラーは青色で、色以外は基本的にキュアブロッサムと同じコスチュームである。主な相違点は、胸には丈の長いリボンをつけ、オーバーニーソックスの上にショートブーツを履いている点など。
ブロッサムの戦う姿を見ていたため、既に戦い方などは学んでおり、第3話での初めての変身からその力を制御している。名前はプリキュアに勧誘された際に考えていたもので、その名に違わず水の力を自在に操って敵を攻撃していく。
変身してもえりか本来の性格はそのままで、後述のマリンタクト事件や『映画 プリキュアオールスターズDX3 未来にとどけ! 世界をつなぐ☆虹色の花』ではブルーチームのメンバーから苦笑いされる場面もある。
通常技
マリン・シュート
手から水の塊を無数に放ち、相手にぶつける。
マリン・インパクト
水色のエネルギー光波を拳に込めて掌底を叩きつけ、敵を吹き飛ばす。
マリン・ダイブ
超高空から繰り出す両足による飛び蹴り。発動時はソニックブームが起こる。
マリン・ダイナマイト
自身を中心にして、エネルギーをこめて水色の爆発を起こす。多くの敵を吹き飛ばすことができる。近くの仲間に被害はおよばない。
プリキュア・おでこパンチ
マゼンタの種の使用時に放った頭突き。巨大なデザトリアンに叩きつけた。『映画 プリキュアオールスターズNewStage2 こころのともだち』では、影に叩きつけた。
必殺技
プリキュア・ブルーフォルテウェイブ
「花よ煌け!」という掛け声でマリンタクトから放つ必殺技。水色の蕾の形をしたエネルギー弾を飛ばし、敵にぶつけると青いコスモスが花咲き、マリンタクトの中心にあるクリスタルドームを回転させることで力を送り込み、敵を浄化する。
上記の通り本来は敵を浄化するための必殺技だが、第39話でえりかの部屋の浄化（掃除）に使おうとセリフを言いかけた時、コフレが慌てて止める。更にマリンタクトをマッサージに使ったり、居眠りして放っておくなどしてコフレが激怒し、ブロッサムとマリンの決めゼリフを言ってタクトを持って家出する。

### キュアサンシャイン
明堂院いつきがプリキュアとして変身した太陽の戦士の姿。イメージカラーはゴールド で、変身時の名乗りは「陽の光浴びる一輪の花、キュアサンシャイン!」。決めゼリフは「その心の闇、私の光で照らしてみせる!」。
髪は茶色のショートヘアーから鮮やかな黄金色のツインテールになり、それを橙色のリボンで結っている。瞳の色も髪の色同様、茶色から明るいイエローに変化する。変身途中にはいつき本来のショートヘアからロングヘアになり、変身した本人も驚くほど外見が変化する。ヘソ出しルックであることを除けば基本的なコスチュームデザインはブロッサムやマリンと同じ。また、ブーツには編み上げが施されているなど、キュアムーンライトと類似点が見られる。コスチュームの基本カラーはゴールドで、首に同色のリボン飾りをつけている。
名前は第23話での初変身の際、雲から差し込んできた太陽にちなんでいつきが名づけた。変身後の一人称は「僕」から「私」に変わり、口調や声質も少女らしさを強調したものになるなど、前出の二人とは異なり変身前後で性格にも多少の変化も見受けられる。いつき自身の格闘センスが抜群なこともあり、初変身では単身でデザトリアンを撃破するなど高い戦闘能力を発揮した。また格闘のみならず、エネルギー力場を発生させ空中の方向転換や水上の高速移動を行うほか、強力な光のバリアを展開することができる防御技も持っている。
もっともブロッサム、マリンと同様にダークプリキュアには歯が立たず、またサンシャインという名前ではあるが寒さに特に強いわけではなく、他のプリキュアと同様にデザトリアンの冷凍攻撃で氷漬けにされたこともある。
通常技
サンフラワー・イージス
ひまわりの花状の強力な巨大シールドを前方に展開させ、敵からの攻撃を防ぎ、エネルギー弾の類を反射して撃ち返すことも可能。ダークプリキュアの「ダークフォルテウェイブ」を跳ね返すほどの防御力を有し、敵に押しつけることで攻撃技に転用することもできる。ただし発動中は前方以外が無防備になるという弱点がある上に後半の敵には通用しないことも多くなった。特に侵食効果のあるコブラージャのカード攻撃には相性が悪い。
サンフラワー・プロテクション
ドーム型のバリアを自身の周囲に発生させる。
サンシャイン・フラッシュ
手から光の飛礫を無数に放ち、相手にぶつける。
サンシャイン・ダイナマイト
薫子の夢のなかに登場した技。自身を中心にして、エネルギーをこめて金色の爆発を起こし、多くの敵を吹き飛ばす。
サンシャイン・インパクト
「サンフラワー・イージス」の防御壁からレーザー状の光線を発射して攻撃する。
サンフラワーイージス・インパクト
「サンフラワー・イージス」の巨大バリアーが創りだした掌底を叩きつけ、敵を吹き飛ばす。
必殺技
プリキュア・ゴールドフォルテバースト
「花よ舞い踊れ!」という掛け声でシャイニータンバリンから放つ必殺技。踊るようにシャイニータンバリンを叩くことで、そこから発生させたひまわり型のエネルギー光弾を多数放って、敵を包み込んだ後、大きな黄色いひまわりが花咲き、シャイニータンバリン本体を円を描くように回すことで力を送り込み、敵を浄化する。軌道を変えて相手を追尾したり、敵の動きを封じることも可能。使用頻度は低い。
プリキュア・フローラルパワー・フォルティシモ
フォルテッシモ記号のような形をした明るい金色のエネルギーを身に纏って突撃する。

### キュアムーンライト
月影ゆりが変身する、月の戦士の姿。イメージカラーはシルバーで、変身時の名乗りは「月光に冴える一輪の花、キュアムーンライト!」で、決めゼリフは「全ての心が満ちるまで、私は戦い続ける!」。ブロッサム、マリン、サンシャインよりも背が高くスタイリッシュなデザインとなっている。変身時に妖精とココロパフュームを必要とせず、変身バンクは他の3人より短めとなっている。
髪は暗い紫色から、淡い藤色のロングヘアーとなり、前髪の左側が三日月のように逆立った特徴的な髪型を持っており、頂頭部の左側に青いバラの花飾りを付けている。瞳の色は暗い青色から明るい青色に変化する。ブロッサム達とはコスチュームのデザインが大きく異なるロングドレス状で、肩に天使の羽のような装飾が施されている。銀色と藍色をおもな基調とした配色にウエストのリボンなど黒の挿し色が入る、スカートの部分は前から後ろにかけて徐々に長くなっているトレーンタイプ。右手にのみ薄い藍色の長手袋をしている。靴は白い編み上げ風のブーツ。また、エンブレムも左胸についており、リボンではなく青いバラがあしらわれ、ここから飛行能力を備えた白いマントを生み出すことができる。左腰に装着していたココロパフュームキャリーは、変身アイテムが変更されたことで取り払われている。
第1話の冒頭で、つぼみとえりかの夢に現れる。キュアフラワーの次代のプリキュアにあたり、かつてハートキャッチミラージュを入手すべくプリキュアパレスへ試練を受けに赴くが、その途中でダークプリキュアに敗れ、物語開始時点では変身能力が失われていた。その後、第33話にてココロポットの力によって再び変身できるようになる。このような経緯があり作中では「1番目のプリキュアでありながら4人目のメンバー」となる。名前はゆりが好きだったルートヴィヒ・ヴァン・ベートーヴェンのピアノソナタ第14番「月光」にあやかって命名したことが小説版で明かされている。
ダークブレスレットによって強化されたデザトリアンや三幹部を単独で圧倒し、ダークプリキュアとも互角に渡り合うなど、前出の3人をしのぐ戦闘能力を備えている。ただし強化デザトリアンによって他のプリキュアとともに氷漬けにされたこともあり、無敵レベルの強さではない。
通常技
ムーンライト・リフレクション
左右の掌からエネルギー弾の類を反射する小型の銀白色が光る円盤を二枚発生させる。円盤を放出し、空中で自在に操ることで、一枚目の円盤で跳ね返した攻撃をさらに二枚目の円盤で反射させるなどトリッキーな攻撃が可能。技の名を省略した、多数の円盤を飛ばして攻撃する以外にも大きな円盤状のシールドを張る事ができる。
ムーンライト・シルバーインパクト
銀色のエネルギー光波を拳に込めて掌底を叩きつけ、敵を吹き飛ばす。
必殺技
プリキュア・シルバーフォルテウェイブ
「花よ輝け!」という掛け声でムーンタクトから放つ必殺技。銀色の蕾の形をしたエネルギー弾を飛ばし、敵にぶつけると紫の薔薇が花咲き、ムーンタクト本体を円を描くように回すことで力を送り込み、敵を浄化する。また、他の三人より上回る攻撃力を発揮できる。
プリキュア・フローラルパワー・フォルティシモ
ムーンタクトから放つ必殺技。フォルテッシモ記号のような形をした明るい赤紫色のエネルギーを身に纏って突撃する。

### スーパーシルエット
プリキュア・ハートキャッチ・オーケストラを発動時に4人がハートキャッチミラージュの力を受けてパワーアップした姿。変身時の掛け声は「鏡よ鏡、プリキュアに力を! 世界に輝く一面の花、ハートキャッチプリキュア! スーパーシルエット!!」。
ポプリが持つ金色の「スーパープリキュアの種」をハートキャッチミラージュのテーブルにセットし、4人のプリキュアがハートキャッチミラージュに呼びかけることで変身できる。全員のコスチュームが純白色メインとなって、各プリキュアのメインカラーは薄くなる。通常時と比べ鋭いシルエットとなり、背中にハートの形をした光る帯をつけ、ハートキャッチミラージュから射出されるハートをあしらったスーパーイヤリングかスーパーティアラを4人それぞれがつけている。
これまでの作品では「映画限定で強化形態が登場」したり、前作のように「映画で先行登場し、後にテレビシリーズでも登場」という形が取られていたが、本作品では「テレビシリーズで強化形態が先行登場し、映画にも登場」というパターンでの登場となった。また、前後の作品では強化形態が最終決戦のみの登場だったのに対し、本作品では4クール目手前で初登場し、以降ほぼ毎回使用されている。
スーパーキュアブロッサム
頭のリボンの形状が変わり、スカートの先端が尖る。両手に純白色の長手袋をつけており、ロングブーツがニーハイロングブーツへと変わる。
スーパーキュアマリン
ブロッサムと同じくスカートの先端が尖る。両手に純白色の長手袋をつけており、ショートブーツの形状が変わり、オーバーニーソックスがさらに長くなる。
スーパーキュアサンシャイン
マリンと同じく頭にティアラをつけるようになり、スカートの先端が尖る。両手に純白色の長手袋をつけており、編み上げ模様が増えたニーハイロングブーツへと変わる。
スーパーキュアムーンライト
肩の袖飾りの装飾が一回り大きくなり、コスチュームの黒い部分は白に変わる。スカートの先端が鋭く尖り、サンシャイン同様のニーハイロングブーツへと変わる。右手にのみ白い長手袋をつけており、左手は素手で白いリストバンドをしている。
必殺技
プリキュア・ハートキャッチ・オーケストラ
「花よ咲き誇れ!」の掛け声で4人が同時に放つ必殺技。ハートキャッチミラージュから純白の衣を纏った巨大な女神を召喚し、4人の掛け声で女神を操り、拳を叩きつけて地面を粉砕しつつ敵をその掌中に収める。最後は通常の必殺技と同様の動作で浄化する。

### ミラージュプリキュア
プリキュアパレスでの試練において、キュアブロッサム・キュアマリン・キュアサンシャイン・キュアムーンライトの4人の前に現れたそれぞれの鏡像。
ミラージュブロッサム
つぼみ自身の心の迷いを指摘する。髪型はブロッサムと異なり、腰程度まで伸びたロングヘアーになっている。色もブロッサムと異なる。
ミラージュマリン
えりかの姉に対するコンプレックスを指摘する。髪型は変身前のえりかに近く、色もマリンと異なる。
ミラージュサンシャイン
いつきが抑えていた自分の気持ちのことを指摘する。髪型はサンシャインと異なり、腰程度まで伸びたロングヘアーになっている。色はほぼ同一。
ミラージュムーンライト
ゆりがコロンを失った際の悲しみを指摘する。髪型は同様だが頭頂の花飾りがなく、色が暗くなっている。

### 無限シルエット
ハートキャッチミラージュを介して無限の可能性と力を引き出し、4人のプリキュアとそのパートナー妖精達が1つとなり、巨大化した砂漠王デューンに匹敵する大きさとなった奇跡の姿。変身時の掛け声は「宇宙に咲く大輪の花!」。変身後の名乗りは「無限の力と無限の愛を持つ星の瞳のプリキュア、ハートキャッチプリキュア! 無限シルエット!!」。
基本的な容姿は変身前のつぼみに近似しており、しゃべる際もつぼみの声で話す。衣装は白一色で、左胸のエンブレムを除けば装飾の類はほとんど無く、衣装や髪型の一部に4人のプリキュアの面影・特徴を残しており、妖精が変化したものと同型のマントを身につけている。左右の瞳はそれぞれが星の光のように多様な色彩に変化しながら瞬き、擬似的なオッドアイとなっている。
必殺技
プリキュア・こぶしパンチ
「食らえ、この愛!」の台詞の後に放つ、殴るのではなく憎しみで満ちたデューンの胸に拳を当てハート（愛）を与えた浄化技。

### キュアフラワー
花咲薫子が変身した姿。変身時の名乗りは「聖なる光に輝く一輪の花、キュアフラワー!」。
長いピンク色のソバージュの髪型が特徴で、左右には花の髪飾が施されている。エンブレムはブロッサム達と同じく胸の中央についているが、リボンではなくピンク色のバラがあしらわれており、全身が薄桃色の燐光に包まれている。自前の飛行能力を持っており、自由自在の空中機動が可能。その他花びらによるバリアや光の網による拘束技など、様々な特殊能力や技を持つ。
キュアムーンライトの前代にしてかつて歴代最強と謳われた伝説のプリキュアであり、シプレとコフレは今も薫子をそう呼んでいる。50年前、まだ若かった頃にひとりで砂漠の使徒と戦い、ハートキャッチミラージュの力で辛うじてデューンを退けることに成功したが、その代償としてココロパフュームが壊れてしまい変身能力を失った。第44話においてプリキュア4人がデザトリアンに倒された際、クリスマスの夜だけに再び変身して若返った姿となり、砂漠の使徒を圧倒する。もっとも全盛期の力は既に失われており、フォルテウェイブなどの浄化技を使う力は残されておらず、再び現れたデューンには敗北してしまった。
1回ではあるが劇中で変身を披露し、しかも「キュア」名称が付いてはいるが、公式プリキュア扱いはされていない。また変身自体もテレビシリーズにおける1回のみであり、後年制作されたクロスオーバー作品でも一貫してプリキュアたちを応援する側に徹し、長らく変身することはなかった。『映画 プリキュアオールスターズF』ではワンカットのみで台詞も無いが初めてキュアフラワーとして映画に登場し、シュプリームに挑むプリキュアオールスターズを応援している。
通常技
プリキュア・フラワーキャンドル
敵の足下に円状のフィールドを展開し、フィールド内部の花冠を高速回転させて敵の体勢を崩す。
プリキュア・フラワーカーニバル
敵を包囲するように4枚の花冠を放ち、そこから更に自身の分身を出現させて飽和攻撃をかける。デザトリアン内部に侵入することで幹部への直接攻撃が可能。

### 合体技
共通
二人のプリキュアによって繰り出される。
プリキュア・大爆発
二人のプリキュアが手を繋いだ状態で放つ技。両手でも片手でも可能。二人を中心に大爆発を起こし、敵や自分を拘束している物体などを吹き飛ばす。劇中ではブロッサム・マリン、マリン・サンシャインの組み合わせのみ披露。
プリキュア・フローラルパワー・フォルティシモ
ムーンライトの技と同名だが、こちらは二人で放つ必殺技。主にブロッサム・マリンによって繰り出されるが、アイテムや組み合わせに関わらずプリキュアが二人揃えば使用することが可能である。「集まれ、二つの花の力よ!」という掛け声で花の力を集めて、二人で手を繋ぎ放つ強力な必殺技。まず、タクトを振ってフォルテッシモ記号のような形をしたピンクとブルーのエネルギーを生み出す。それを身に纏ったうえで敵に突撃し、敵の身体をハート型に貫き、こころの花を奪還する。その後、「ハートキャッチ!」の掛け声とともに花弁の大爆風が起きる。最後はクリスタルドームでエネルギーを送り込んで浄化する。
キュアブロッサム、キュアマリン
プリキュア・ダブルシュート
ブロッサムとマリンの手から、それぞれ単発でピンクとブルーのエネルギー光弾を放つ合体技。
ダブル・プリキュア・パンチ
ブロッサムとマリンが同時にパンチを繰り出す技。
プリキュア・クリスマス・インパクト
ブロッサムとマリンがハートマークを描くように両腕を繋ぎ、そこからハート型の巨大な光弾を打ち出す技。
キュアブロッサム、キュアサンシャイン
プリキュア・ダブル・インパクト
ブロッサムとサンシャインが同時にパンチを繰り出し、衝撃波として放つ破壊技。
キュアブロッサム、キュアマリン、キュアサンシャイン
プリキュア・インパクト
プリキュア三人が同時にエネルギー光波を掌に集中させ、直接叩き込む技。敵を大きく吹き飛ばすことができる。
プリキュア・シャイニング・フォルティシモ
三人の特訓によって編み出された合体必殺技。キュアサンシャインがゴールドフォルテバーストの力で太陽のような光のゲートを中空に作り出し、キュアブロッサムとキュアマリンがプリキュア・フローラルパワー・フォルティシモでデザトリアンに突撃する際にそのゲートをくぐることで、二人の体が黄金に輝き必殺技の効果が増強される。

### 関連アイテム
各プリキュアが、変身や攻撃などに使用するアイテム。
ココロパフューム
プリキュアへの変身や特殊能力の付与のために使用する香水瓶型のアイテム。本体中央部の丸い窪みに「プリキュアの種」や「こころの種」を装填し、ココロパフュームから体に光の香水を振りかけることで種に応じた効果を付与できる。プリキュアに変身後はタッチすることでココロパフュームキャリー（ピンク色の細長い巾着袋）が現れ、一瞬で収納される。
シャイニーパフューム
キュアサンシャイン専用のココロパフューム。形状は同じだが、本体色は金黄色で、レリーフ部分のデザインが異なる。
プリキュアの種
プリキュアの徽章を刻む丸い形の種。プリキュアの種を装填したココロパフュームから光の香水を振り掛けることでプリキュアに変身できる。プリキュアの種は妖精が胸につけているブローチから変身のたびに産み出される。
キュアムーンライトはパートナー妖精を失っているがプリキュアの種は本人が持ち続けている。ムーンライトの種は物語開始時点では砕けており、プリキュアへの変身能力は失われているが、強度は低いもののバリアを張るなど、ある程度の超常的な力を発動することもできた。また、ダークプリキュアが持つムーンライトの種の片割れと共鳴のような現象を起こすことがあり、ダークプリキュアはこれによりムーンライトの居場所を探ったこともある。なお、この種は第33話で修復されているが、あくまでも欠けた部分をココロポットの力で補っているだけであり、ダークプリキュアが持っている欠片はそのままの状態になっている。第48話において欠片を取り戻し、種は完全に修復された。
こころの種
デザトリアンを倒した際、浄化されたこころの花からシプレかコフレが生み出す種（どちらが生み出すかは回によって異なる）。産まれる際、彼らのお尻から白い光をまとって出てくる。さまざまな色と種類が存在する。こころの種を装填したココロパフュームから光の香水を振り掛けることで、種の色に応じた特殊な効果が付与できる。なお、玩具では花の名前と宝石や貴金属の名前を組み合わせた、個別の名前がつけられている。
レッドの種
使用時の掛け声は「レッドの光の聖なるパフューム! シュシュッと気分でスピードアップ!」。身体が赤色に発光し、移動や攻撃のスピードが大幅に向上するが、あまりに高速すぎて目を回したり、自滅することもある。
ブルーの種
使用時の掛け声は「ブルーの光の聖なるパフューム! シュシュッと気分でクリアになーれ!」。戦闘では使用していないが、気分を晴れやかにする効果がある。
マゼンタの種
使用時の掛け声は「マゼンタの光の聖なるパフューム! シュシュッと気分でがんばっちゃおう!」。身体がマゼンタ色に発光し、戦意が高揚する。
ココロポット
精霊が生んだ「こころの種」を溜めておくためのアイテム。小さなガラスの壺のような外観をしている。こころの種を蓋のくぼみにはめ、ハンドルを回すとポットの中に落ちて収納される。ココロポットにこころの種が一杯に溜まれば、こころの大樹が蘇るという。当初はコフレが持っていたが、シプレと交替で持ったり、コッペに預けたりすることもある。
蓋の部分は取り外すことでコンパクト型のアイテムになり、第33話以降はキュアムーンライトの変身アイテムも兼ねるようになった。プリキュアの種はこころの種を収納する際と同じ動作で装填され、変身後はキュアムーンライトのエンブレムに変化する。
ポットの中の「こころの種」の力で砕かれたキュアムーンライトのプリキュアの種の力を補っており、補修された部分は赤紫色に発光している。
ハートスコープ
妖精が持っている、ハート型のレンズのような道具。人間やデザトリアンの体内にあるこころの花を見ることができる。
キュアフルミックス
精霊の主食である飲み物が入ったアイテム。オレンジ色と緑色を基調としたシェーカーのような形状で、ジュースのようにストローで吸って食べる。激しく振ることで中身が補充され、上部のボタンを押して配合を決められる。なお、味の方は「まったりとした舌触り、病みつきになる甘さ」らしく、幸せになる味らしい。なお、他シリーズの妖精と異なり、キュアフルミックス以外の物を喫食する描写が無い。
ハートキャッチミラージュ
プリキュアの持つ可能性と力を無限に高めることができる鏡台型精霊アイテム。プリキュアの城「プリキュアパレス」で眠り続けており、手に入れるには先代のプリキュアと戦って打ち勝たなければならない。強大な力を秘めているが、限界を超えた力を引き出した場合、その反動でプリキュアへの変身能力を失ってしまう危険性もある。かつてデューンと戦った際にこのアイテムの力を引き出したキュアフラワー（薫子）もその反動によってココロパフュームが壊れ、変身能力を失った。その他、こころの大樹へのワープ、ハートスコープのようにこころの花を映すといった機能も備えている。使用する際は台座の四隅にあるボタンを押したり、本体付属のハートキャッチペンで台座中央部のテーブルを回すことで操作する。
ガールズトイ事業部の商品化では「ハートキャッチドレッサー♥」という仮の表記で発表された。

#### 武器
本作品のプリキュアは全員武器を標準装備で所持している。プリキュア以外の者が武器を使用しようとしても武器の本来の能力は発揮されない。
フラワータクト
サンシャイン以外のプリキュアが必殺技を使用するために召喚するタクト型のアイテム。「集まれ! 花のパワー!」という掛け声で胸に着けたエンブレムから取り出す。必殺技以外にも光弾やエネルギー波などを放つ武器としても使える（直接攻撃に使用される時もある）。グリップ部にハート型の飾りがあしらわれており、前端部には大きい水晶が装着されている。本体中央部にあるクリスタルドームには世界の花のパワーが篭められており、プリキュアがクリスタルドームを手で回転させることによりプリキュアのパワーと花のパワーがミックスされ能力を発揮する。なお、タクトを持たずに変身を解くとタクトはそのまま残る。
ブロッサムタクト
キュアブロッサムの使用するフラワータクト。ハートの部分がピンク色になっているのが特徴。
マリンタクト
キュアマリンの使用するフラワータクト。ハートの部分が水色になっているのが特徴。
ムーンタクト
キュアムーンライトの使用するフラワータクト。ハートの部分が紫色になっているほか、ブロッサムタクトやマリンタクトでは金色になっている部分が銀色になっていて、クリスタルドーム内の水晶が桃・白・バイオレット・紫・青色で統一されているのが特徴。
シャイニータンバリン
キュアサンシャインが必殺技を使用するためのタンバリン型のアイテム。フラワータクトと同様「集まれ! 花のパワー!」という掛け声で胸に着けたエンブレムから取り出す。外周部にひまわりの花状の金色の飾りがついていて、黄色とオレンジ色のハート型の宝石が交互にあしらわれており、この外周部を回転させることで力を発揮する。浄化時はタンバリン自体を回す。またフラワータクトとは異なり、劇中で直接攻撃で使用されることはなかった。

## 作中用語
希望ヶ花市
本作品の主要な舞台で、つぼみとえりかといつきが住む街。
HANASAKIフラワーSHOP
花咲家が経営している花屋。仕事で親が家にいないことを寂しがっていたつぼみのために、両親が仕事を辞めて開いた店である。
フェアリードロップ
来海家で、母親が経営しているファッションショップ。本作品の単独映画では海外進出を果たした。また本作品以降の作品でも、ファッションに関する事柄に触れられる際にこの店の名前や服飾デザインが登場することもある。
こころの大樹
声 - 鶴ひろみ
歴代のプリキュアたちが守ってきた樹木。浮遊する島に生えており、世界中の上空を彷徨っている。本作品における妖精たちを生み出した存在。
人間一人ひとりが持つ「こころの花」の源でもあり、大樹が枯れると全ての人の心が消える。砂漠の使徒はこれを枯らすことで世界を征服しようと企む。一方、大樹は妖精を派遣してプリキュアを作りだすことで砂漠の使徒に対抗している。
第1話冒頭でダークプリキュアの攻撃を受け、大樹の花（こころの花ではない）がすべて落ちたため、枯れてこそいないものの大樹の力は弱まっている。弱った力はこころの種を集めることで回復する。
大樹には自意識があるらしく、妖精たちとは言葉を介さずに意思疎通ができるほか、32話ではテレパシーでプリキュアたちに語りかけている。また、自ら雲を出してカモフラージュしたり、瞬間移動ができたりと、ある程度の防御策も持つ。
第24話においてダークプリキュアや砂漠の使徒による攻撃を防ぐため、キュアサンシャインとポプリによって光の結界が張られた。それ以後は再び移動を続けていたが、第32話以降はプリキュアパレス上空に留まる。
第45話でパワーアップしたデューンの魔力によって枯れるが、第49話(最終回)でデューンが浄化された後で新しい木の芽が誕生し、現在もこころの種の力で成長を続けている。
こころの花
人間一人ひとりの心の中に咲いている花。こころの花は悩みや苦しみなどの負の感情を抱えることで萎れていく。自分の心を閉じ込めている状態になると、鳥かごに覆われるなどの変化もある。
砂漠の使徒の幹部は、こころの花が少しでも萎れている人間を見つければ、その人間から花を奪うことができる。奪われたこころの花は角柱型のクリスタルに閉じ込められた形で顕現し、花を奪われた人間の肉体は小さな水晶球に閉じ込められる。
砂漠の使徒の幹部は、奪ったこころの花を何らかの物体に憑依させることでデザトリアンを生み出せる。そのデザトリアンが暴れることで媒体にされたこころの花は更に萎れていき最終的には枯れ果てることになる。
花を奪われた人間は水晶玉の中で苦悶する描写も見られ、花が完全に枯死した場合は永遠に水晶球の中で眠り続けることになる。プリキュアがデザトリアンを浄化した後、取り返したこころの花のクリスタルを水晶球に当てることで、花を奪われた人間は復活する。
こころの花はこころの大樹とつながっており、誰かのこころの花が枯れることでこころの大樹も弱っていく。
45話で地球が砂漠化した際、街の人々が水晶に包まれている一方で、プリキュアにこころの花を取り戻されたことのある人物は水晶化しなかった。
プリキュアパレス
雲の上にそびえる城。薫子の植物園にある樹木に備えつけられた扉をくぐることで訪れることができる。
プリキュアに試練を与え、上空においてこころの大樹が観戦に訪れたが、乗り越えたものにハートキャッチミラージュを授ける。
内部には歴代の（これまでこころの大樹を守ってきた）プリキュアの石像が建てられた間も存在する。最後の試練を乗り越えた際に自身の石像が現れる。
ダークタクト
ダークプリキュアが「闇の力よ集え！」という掛け声で胸元のブローチから取り出すアイテム。プリキュアのフラワータクトと異なり基本色が黒く、前端部の水晶は赤い色で先端がとがった形になっている。
赤黒い蕾の形をしたエネルギー弾「ダークフォルテウェイブ」、フォルテッシモ記号のような形をした赤色のエネルギーで突撃する「プリキュア・ダークパワー・フォルティシモ」を放つときに使用する。また、花を枯れさせる赤い光線を放つことも可能。
ダークブレスレット
サバーク博士が三幹部に与えた新たな力。第31話から登場。紫色の大きいダイヤ型の飾りがついた、黒い細身のグローブ。
三幹部がダークブレスレットの力を使用すると三幹部はデザトリアンの体内に入り込み、デザトリアンにした者のこころの花に直接触れることでそれを完全にコントロールすることができる。これによりデザトリアンは自身の意思で暴れているときよりも見た目・凶暴性がパワーアップし、奪われたこころの花も急速に萎れていく。また三幹部たち本人の戦闘能力を強化することもできる。

## スタッフ
東映側プロデューサーの梅澤淳稔を始め、企画陣の顔ぶれは前作とほぼ同様だが、キャラクターデザインの馬越嘉彦やシリーズ構成の山田隆司など、過去に同時間帯にて放送されていた『おジャ魔女どれみ』シリーズのメインスタッフが本作品では起用されている。この人選については、同作品にて演出デビューしたシリーズディレクターの長峯達也の意向を尊重したもので、気心の知れたスタッフであると同時に「『どれみ』を知らない今の子供たちにとっては『プリキュア』への新鮮な風になる」という意図もあった。劇伴は高梨康治が前作から引き続き参加し、また高梨が作曲した前作の楽曲に限り、『Yes!プリキュア5』シリーズまでは佐藤直紀の楽曲間で行われていたシリーズ作品の楽曲を流用する手法が復活した。
- 企画 - 西出将之（朝日放送）、松下洋子（ADK）、関弘美（東映アニメーション）
- プロデューサー - 吉田健一郎（第1話 - 第38話） → 松下洋幸（第39話 -第49話）（朝日放送）、鶴崎りか（第1話 - 第25話） → 佐々木礼子（第26話 -第49話）（ADK）、梅澤淳稔（東映アニメーション）
- 原作 - 東堂いづみ
- 連載 - 講談社「なかよし」
- シリーズ構成 - 山田隆司
- 音楽 - 高梨康治
- 製作担当 - 額賀康彦
- 美術デザイン - 増田竜太郎
- 色彩設計 - 佐久間ヨシ子
- キャラクターデザイン - 馬越嘉彦
- シリーズディレクター - 長峯達也
- 編集 - 麻生芳弘
- 録音 - 川崎公敬、林奈緒美
- 効果 - 石野貴久
- 選曲 - 水野さやか
- 記録 - 沢井尚子、樋口裕子
- 演技事務 - 小浜匠
- アシスタントプロデューサー - 若林豪
- 音楽制作 - マーベラスエンターテイメント
- アニメーション制作 - 東映アニメーション
- 制作協力 - 東映
- 制作 - 朝日放送、ADK、東映アニメーション

## 主題歌
主題歌は、オープニングテーマにシリーズ初参加の池田彩（C-ZONE、2010年11月より単独で活動）を起用。また、エンディングテーマの歌手は『Yes!プリキュア5』シリーズのオープニングテーマを歌っていた工藤真由である。エンディング映像は前作に引き続き、3DCGを用いたキャラクターがダンスする内容で、振りつけは前田健が続投した。
「Alright！ハートキャッチプリキュア！」、「ハートキャッチ☆パラダイス」、「Tomorrow Song 〜あしたのうた〜」については前作までにおける「通常のインストゥルメンタル」ではなく、「インストゥルメンタルにカラオケメロが追加されたもの」がシングルCDに収録されている。このため「通常のインストゥルメンタル版」はCD化されることはなかったが、「ハートキャッチプリキュア!オリジナル・サウンドトラック2 プリキュア・サウンド・バースト!! 」にボーナストラックとして収録された。なお「無印・MaxHeart」時代にはサウンドトラックにオープニング曲のインストゥルメンタルがフルサイズで収録されていた。

### オープニングテーマ
「Alright! ハートキャッチプリキュア!」
作詞 - 六ツ見純代、作曲 - 高取ヒデアキ、編曲 - 籠島裕昌、歌 - 池田彩
第2話、第24話、最終話ではアバンタイトルなしで番組開始後即オープニングが流れた。
特別仕様オープニングはいずれも本放送のみの使用で、遅れネットや再放送、DVDでは通常のオープニングに差し替えられている。
オープニング映像の変遷
第14話から部分修正があった（詳細は「トピックス」を参照）。
第25話からオープニング映像が新たなプリキュアやポプリが登場する物にマイナーチェンジされた。
第42話からオープニング映像が再びマイナーチェンジされ、キュアブロッサムとキュアマリンが二人で必殺技を放つシーンがキュアサンシャイン、キュアムーンライト、コッペの戦闘シーン及びプリキュア・ハートキャッチ・オーケストラを放つシーンに差し替えられた。
『映画 プリキュアオールスターズ 春のカーニバル♪』では挿入歌として使われ、同曲のPVシーン（つぼみたちの回想シーン）が流れていた。

### エンディングテーマ
「ハートキャッチ☆パラダイス」（第1話 - 第24話）
作詞 - 六ツ見純代、作曲 - marhy、編曲 - 久保田光太郎、歌 - 工藤真由
第22話ではBパート終了後CMを挟まずエンディングと次回予告が流れた（提供クレジットとエンドカードはCMの後）。
踊っているのは、花咲つぼみと来海えりかの2人。途中からはキュアブロッサムとキュアマリンに変身する。
2024年現在、エンディングムービーが3Dアニメーションとなってからは変身前の姿が登場する唯一の楽曲となっている。
「Tomorrow Song 〜あしたのうた〜」（第25話 - 第49話）
作詞 - 六ツ見純代、作曲 - 高取ヒデアキ、編曲 - 籠島裕昌、歌 - 工藤真由
2011年1月放送分(第46話 - ）ではBパート終了後CMを挟まず、エンディングと次回予告と新番組『スイートプリキュア♪』の番宣が流れた（提供クレジットとエンドカードはCMの後）。
踊っているのはキュアサンシャインとキュアムーンライトを加えた4人となり、最後には4人の強化形態「スーパーシルエット」が作中に先駆け登場している。また、妖精達（シプレ・コフレ・ポプリ・コッペ）も登場している。

### 挿入歌
「つ.ぼ.み〜Future Flower〜」（第4話、第24話、第25話）
作詞 - 六ツ見純代、作曲 - 高梨康治、編曲 - 水谷広実、歌 - 花咲つぼみ / キュアブロッサム（水樹奈々）
「スペシャル*カラフル」（第8話、第19話）
作詞 - 六ツ見純代、作曲 - 高梨康治、編曲 - 藤澤健至、歌 - 来海えりか / キュアマリン（水沢史絵）
「MOON 〜月光〜ATTACK」（第35話、第47話）
作詞 - 六ツ見純代、作曲 - 高梨康治、編曲 - 藤澤健至、歌 - 月影ゆり / キュアムーンライト（久川綾）
「HEART GOES ON」（第36話、第38話、第48話）
作詞 - 青木久美子、作曲 - 高取ヒデアキ、編曲 - 籠島裕昌、歌 - 工藤真由、池田彩
「Power of Shine」（第46話）
作詞 - 六ツ見純代、作曲 - 高梨康治、編曲 - 藤澤健至、歌 - 明堂院いつき / キュアサンシャイン（桑島法子）

## 各話リスト
- 以下断りのない限り、放送日は日曜の日付を示す。臨時枠移動により日曜以外に放送したものは曜日も併記、さらに通常の放送時間以外に放送された場合にはその旨注釈にて示す。
- 特番やスポーツ中継などによる放送の休止・日時変更は以下の通り。
  - 2010年6月13日…「2010 FIFAワールドカップ ハイライト」放送のため休止。
  - 2010年8月8日・15日・22日…制作局の朝日放送のみ、第92回全国高校野球選手権大会の中継放送のため臨時枠移動[注釈 47]（下記の表を参照）。
  - 2010年11月7日…「第42回全日本大学駅伝」中継のため休止。
  - 2011年1月2日…年始特番編成のため休止[注釈 48]。

| 話数 | サブタイトル                                          | 脚本     | 演出                    | 作画監督                                  | 美術監督            | 本放送日      | 本放送日                      |
| 話数 | サブタイトル                                          | 脚本     | 演出                    | 作画監督                                  | 美術監督            | 制作局        | 制作局を除く テレビ朝日系列局 |
| ---- | ----------------------------------------------------- | -------- | ----------------------- | ----------------------------------------- | ------------------- | ------------- | ----------------------------- |
| 1    | 私、変わります! 変わってみせます!!                    | 栗山緑   | 長峯達也                | 馬越嘉彦                                  | 増田竜太郎          | 2010年 2月7日 | 2010年 2月7日                 |
| 2    | 私って史上最弱のプリキュアですか??                    | 栗山緑   | 黒田成美                | 小島彰                                    | 戸杉奈津子          | 2月14日       | 2月14日                       |
| 3    | 2人目のプリキュアはやる気まんまんです!                | 栗山緑   | 岩井隆央                | 伊藤智子                                  | 増田竜太郎          | 2月21日       | 2月21日                       |
| 4    | 早くもプリキュアコンビ解散ですか?                     | 米村正二 | 川田武範                | 川村敏江                                  | 須和田真            | 2月28日       | 2月28日                       |
| 5    | 拒否されたラーメン! 親子の絆なおします!               | 成田良美 | 畑野森生                | 奥山美佳                                  | 井芹達朗            | 3月7日        | 3月7日                        |
| 6    | スクープ! プリキュアの正体ばれちゃいます!?            | 伊藤睦美 | 勝間田具治              | 河野宏之                                  | 佐藤千恵            | 3月14日       | 3月14日                       |
| 7    | あこがれの生徒会長! 乙女心はかくせません!!            | 栗山緑   | 小川孝治                | 爲我井克美                                | 増田竜太郎          | 3月21日       | 3月21日                       |
| 8    | カリスマモデルのため息! って、なぜですか?             | 井上美緒 | 志水淳児                | ポール・アンニョヌエボ フランシス・カネダ | 増田竜太郎          | 3月28日       | 3月28日                       |
| 9    | スカウトされたお父さん! お花屋さんをやめちゃいます!?  | 成田良美 | 境宗久                  | 小島彰                                    | 井芹達朗            | 4月4日        | 4月4日                        |
| 10   | 最大のピンチ! ダークプリキュアが現れました!           | 米村正二 | 長峯達也                | 馬越嘉彦                                  | 須和田真            | 4月11日       | 4月11日                       |
| 11   | アチョー!! カンフーでパワーアップします!!             | 伊藤睦美 | 岩井隆央                | 伊藤智子                                  | 佐藤千恵            | 4月18日       | 4月18日                       |
| 12   | ドッキドキです! プロポーズ大作戦!!                    | 井上美緒 | 川田武範                | 奥山美佳                                  | 本田修              | 4月25日       | 4月25日                       |
| 13   | 真実が明かされます! キュアムーンライトの正体!!        | 栗山緑   | 座古明史                | 河野宏之                                  | 田中美紀            | 5月2日        | 5月2日                        |
| 14   | 涙の母の日! 家族の笑顔守ります!!                      | 成田良美 | 小川孝治                | 川村敏江                                  | 渡部葉              | 5月9日        | 5月9日                        |
| 15   | なんと! 生徒会長がキュートな服着ちゃいます!!          | 米村正二 | 畑野森生                | 爲我井克美                                | 井芹達朗            | 5月16日       | 5月16日                       |
| 16   | ライバルはえりか! 演劇部からの挑戦状です!!            | 伊藤睦美 | 黒田成美                | ポール・アンニョヌエボ フランシス・カネダ | 須和田真            | 5月23日       | 5月23日                       |
| 17   | 認めてくださいっ! 私たちのプリキュア魂!!              | 井上美緒 | 岩井隆央                | 小島彰                                    | 杦浦正一郎 斎藤信二 | 5月30日       | 5月30日                       |
| 18   | 最強伝説! 番長登場、ヨロシクです!!                    | 米村正二 | 地岡公俊 中尾幸彦       | 青山充                                    | 増田竜太郎          | 6月6日        | 6月6日                        |
| 19   | 涙の嫁入り! 父の日の記念写真です!!                    | 伊藤睦美 | 大塚隆史                | 奥山美佳                                  | 倉本章              | 6月20日       | 6月20日                       |
| 20   | 第3の妖精! ポプリはかわいい赤ちゃんです!!             | 栗山緑   | 志水淳児                | 河野宏之                                  | 渡部葉              | 6月27日       | 6月27日                       |
| 21   | 妖精アドベンチャー! プリキュアスカウト作戦です!!      | 井上美緒 | 座古明史                | 稲上晃                                    | 井芹達朗            | 7月4日        | 7月4日                        |
| 22   | ついに見つけました!! 3人目のプリキュア!!              | 米村正二 | 小村敏明 広嶋秀樹       | 伊藤智子                                  | 増田竜太郎          | 7月11日       | 7月11日                       |
| 23   | キュアサンシャイン誕生ですっ!!                        | 成田良美 | 畑野森生                | 馬越嘉彦                                  | 須和田真            | 7月18日       | 7月18日                       |
| 24   | こころの大樹の危機! プリキュア、飛びますっ!!          | 成田良美 | 境宗久                  | 爲我井克美                                | 倉本章              | 7月25日       | 7月25日                       |
| 25   | 海へゴーです! いつきウキウキ夏合宿!                   | 伊藤睦美 | 川田武範                | 小島彰                                    | 渡部葉              | 8月1日        | 8月1日                        |
| 26   | 勇気を出して! 友達になるって素敵なんです!!            | 井上美緒 | 岩井隆央                | ポール・アンニョヌエボ フランシス・カネダ | 井芹達朗            | 8月15日       | 8月8日                        |
| 27   | おじいちゃんはイケメンさん? キュアフラワーの初恋です! | 米村正二 | 小川孝治                | 青山充                                    | 杦浦正一郎 大谷正信 | 8月22日       | 8月15日                       |
| 28   | サバーク史上最大の作戦! 夏休みの宿題おわりません!!    | 成田良美 | 黒田成美                | 奥山美佳                                  | 佐藤千恵            | 8月23日（月） | 8月22日                       |
| 29   | 夏、ラストスパート! 私のドレスできました!!            | 伊藤睦美 | 織本まき子              | 稲上晃                                    | 須和田真            | 8月29日       | 8月29日                       |
| 30   | ポプリが家出! いつき、ボロボロです!!                  | 井上美緒 | 大塚隆史                | 河野宏之                                  | 田中美紀            | 9月5日        | 9月5日                        |
| 31   | 悲しみの正体! それは、ゆりさんの妖精でした…           | 米村正二 | 地岡公俊 広嶋秀樹       | 青山充                                    | 井芹達朗            | 9月12日       | 9月12日                       |
| 32   | イケメンさんと対決? そんなの聞いてないです〜!!        | 成田良美 | 座古明史                | 伊藤智子                                  | 渡部葉              | 9月19日       | 9月19日                       |
| 33   | キュアムーンライト、ついに復活ですっ!!                | 栗山緑   | 畑野森生                | 爲我井克美                                | 佐藤千恵            | 9月26日       | 9月26日                       |
| 34   | すごいパワーです! キュアムーンライト!!                | 栗山緑   | 小川孝治                | 馬越嘉彦                                  | 須和田真            | 10月3日       | 10月3日                       |
| 35   | ワクワク学園祭! ファッション部はバタバタです!!        | 伊藤睦美 | 岩井隆央                | ポール・アンニュヌエボ フランシス・カネダ | 須和田真            | 10月10日      | 10月10日                      |
| 36   | みんなが主役! わたしたちのステージです!!              | 井上美緒 | 黒田成美                | 小島彰                                    | 井芹達朗            | 10月17日      | 10月17日                      |
| 37   | 強くなります! 試練はプリキュア対プリキュア!!          | 米村正二 | 境宗久 畑野森生         | 奥山美佳                                  | 渡部葉              | 10月24日      | 10月24日                      |
| 38   | プリキュア、スーパーシルエットに変身ですっ!!          | 米村正二 | 長峯達也                | 稲上晃                                    | 佐藤千恵            | 10月31日      | 10月31日                      |
| 39   | えりかピンチ! マリンタクトが奪われました!!            | 成田良美 | 地岡公俊 広嶋秀樹       | 河野宏之                                  | スギ浦正一郎        | 11月14日      | 11月14日                      |
| 40   | さよならサソリーナ…砂漠にも咲くこころの花です!        | 栗山緑   | 織本まき子              | ポール・アンニュヌエボ フランシス・カネダ | 井芹達朗            | 11月21日      | 11月21日                      |
| 41   | 妖精が変身!? プリキュア劇団はじめました!!             | 伊藤睦美 | 小川孝治                | 山岡直子                                  | 須和田真            | 11月28日      | 11月28日                      |
| 42   | とまどいのゆりさん! ラブレター見ちゃいました…         | 井上美緒 | うえだひでひと 広嶋秀樹 | 伊藤智子                                  | 渡部葉              | 12月5日       | 12月5日                       |
| 43   | あたらしい家族! 私、お姉さんになります!!              | 米村正二 | うえだひでひと 岩井隆央 | 爲我井克美                                | 佐藤千恵            | 12月12日      | 12月12日                      |
| 44   | クリスマスの奇跡! キュアフラワーに会えました!         | 栗山緑   | 畑野森生                | 小島彰                                    | 田中美紀            | 12月19日      | 12月19日                      |
| 45   | もうダメです… 世界が砂漠になりました…                 | 伊藤睦美 | 黒田成美 広嶋秀樹       | 奥山美佳                                  | 杦浦正一郎 大谷正信 | 12月26日      | 12月26日                      |
| 46   | クモジャキー! コブラージャ!あなたたちを忘れません!!   | 井上美緒 | 織本まき子 地岡公俊     | ポール・アンニョヌエボ フランシス・カネダ | 井芹達朗            | 2011年 1月9日 | 2011年 1月9日                 |
| 47   | 嘘だと言ってください! サバーク博士の正体!!            | 米村正二 | 小川孝治                | 河野宏之                                  | 須和田真            | 1月16日       | 1月16日                       |
| 48   | 地球のため! 夢のため! プリキュア最後の変身です!       | 栗山緑   | 長峯達也 広嶋秀樹       | 馬越嘉彦                                  | 田中美紀            | 1月23日       | 1月23日                       |
| 49   | みんなの心をひとつに! 私は最強のプリキュア!!          | 栗山緑   | 長峯達也                | 馬越嘉彦                                  | 田中美紀            | 1月30日       | 1月30日                       |

## 放送局

### 日本国内での放送
| 放送局                             | 放送期間                      | 放送曜日 時間      | 備考                          |
| ---------------------------------- | ----------------------------- | ------------------ | ----------------------------- |
| 朝日放送（制作局）・テレビ朝日系列 | 2010年2月7日 - 2011年1月30日  | 日曜 8:30 - 9:00   | 同時ネット                    |
| 山陰放送（TBS系列）                | 2010年2月13日 - 2011年2月5日  | 土曜 11:15 - 11:45 | 遅れネット スポンサードネット |
| 宮崎放送（TBS系列）                | 2010年7月20日 - 2011年7月12日 | 火曜 15:30 - 16:00 | 遅れネット 番組販売           |

### 日本国外での放送
時間帯は全て現地時間。
イタリア
2013年2月16日から9月7日までRai 2にて、『HeartCatch Pretty Cure!』のタイトルで毎週土曜・日曜8時15分 - 8時45分に放送。イタリア語 放送のみ。イタリア語字幕オプションであり。
香港
2013年1月8日から7月2日まで無綫電視翡翠台にて、『光之美少女：甜蜜天使』のタイトルで毎週火曜・水曜17時20分 - 17時50分に放送。広東語 & 日本語二カ国語放送、繁体字字幕あり。
TVB兒童台
台湾
2012年5月25日から2013年5月4日まで東森幼幼台にて、『光之美少女：甜蜜天使』のタイトルで放送。放送時間は開始当初は毎週金曜17時30分 - 18時、2012年11月10日放送分より毎週土曜17時 - 17時30分に変更、さらに2013年3月23日放送分より同15時 - 15時30分に繰り上げ。普通話放送、繁体字字幕あり。
東森幼幼台

## 映画
映画 ハートキャッチプリキュア! 花の都でファッションショー…ですか!?
2010年10月30日公開。キュアサンシャイン、キュアムーンライト、ポプリ、コッペ（人間態を含む）が映画初登場。敵キャラクター「サラマンダー男爵」の回想シーンでは、デューンがセリフ無しで登場。
同作品の公開に合わせ、本作品第37話 - 第41話のオープニング映像にて、同作品の本編映像が一部使用されている。

### クロスオーバー映画
映画 プリキュアオールスターズDX2 希望の光☆レインボージュエルを守れ!
2010年3月20日公開。本作品からはキュアブロッサム、キュアマリン、シプレ、コフレが登場。キュアサンシャイン覚醒前のいつきとキュアムーンライトへの変身能力失効中のゆりは、薫子・としこ・るみこと共に「フェアリーパーク」観客として、脇役で登場（全て台詞無し）。またプロローグではさくらとみずきが登場。
同作品の公開に合わせ、本作品第5話 - 第8話のオープニング映像にて、同作品の本編映像が一部使用されている。
映画 プリキュアオールスターズDX3 未来にとどけ! 世界をつなぐ☆虹色の花
2011年3月19日公開。本作品からは『DX2』に登場した2人と2匹に加え、キュアサンシャイン、キュアムーンライト、ポプリがオールスターズ映画初登場。薫子・流之助・かなえ・鶴崎先生もファッションショーの観客役で脇役として登場（前述の通り薫子はキュアフラワーに変身せず）、また敵首領・ブラックホールへの必殺技への場面では、「プリキュア・ハートキャッチ・オーケストラ」の女神が登場している。この他、映画に登場したサラマンダー男爵が「浄化された悪心がブラックホールに集められた」という形で再生され、「ダークライズ」の一員として登場。
映画 プリキュアオールスターズNewStage みらいのともだち
2012年3月17日公開。本作品に登場する全てのプリキュアと妖精が登場。物語前半では、ももか・ファッション部員4名・鶴崎先生を初め、「砂漠の使徒」三幹部の素体となった人間が、いずれも横浜の通行人役で脇役として登場。
映画 プリキュアオールスターズNewStage2 こころのともだち
2013年3月16日公開。『NewStage』に引き続き、キュアブロッサムとキュアマリンが声付きで登場。オープニングのみ、ももか・ファッション部員4名・男女生徒会員2名が脇役として登場。
映画 プリキュアオールスターズNewStage3 永遠のともだち
2014年3月15日公開。キュアブロッサムとキュアマリンが声付きで登場。脇役として流之助を除いた来海家2人・ファッション部員4名・ケンジがそれぞれ登場。
映画 プリキュアオールスターズ 春のカーニバル♪
2015年3月14日公開。キュアブロッサムとキュアマリンが声付きで登場。つぼみたちの回想シーンでは『DX3』以来の「スーパーシルエット」が登場した。また、脇役として薫子・さつき・ファッション部員4名・コッペ・コロン・「プリキュア・ハートキャッチ・オーケストラ」の女神が登場。
映画 プリキュアオールスターズ みんなで歌う♪奇跡の魔法!
2016年3月19日公開。キュアブロッサムとキュアマリンが『DX2』から本作品まで7作連続声付きで登場。敵側ではデューン、脇役として花咲夫妻が登場。
映画 HUGっと!プリキュア♡ふたりはプリキュア オールスターズメモリーズ
2018年10月27日公開。本作品のプリキュア4人が声付きで登場。
映画 トロピカル〜ジュ!プリキュア 雪のプリンセスと奇跡の指輪!
2021年10月23日公開。本作品のプリキュア・妖精が声付きで登場。
映画 プリキュアオールスターズF
2023年9月15日公開。プリキュアシリーズ20周年を記念したオールスターズ映画で、本作品を含む歴代プリキュアが総登場する。同作品ではキュアブロッサムのみ声付きで登場する。

## その他の作品
各作品における詳細は当該項目を参照。
ハピネスチャージプリキュア!
2014年に放送された、プリキュアのテレビシリーズ第11作目。同作品のOP冒頭ではシリーズ10周年を記念して、歴代プリキュア33名が祝福のメッセージを述べるコーナーが設けられており、以下の話数に本作品のプリキュアが登場した。
- 4話：キュアムーンライト
- 10話：キュアブロッサム
- 20話：キュアサンシャイン
- 28話：キュアマリン

HUGっと!プリキュア
2018年に放送された、プリキュアのテレビシリーズ第15作目。同作品の37話にて主役プリキュアの4人、そしてキュアフラワーが登場。
トロピカル〜ジュ!プリキュア
2021年に放送された、プリキュアのテレビシリーズ第18作目。同作品の第33話に主役プリキュアの4人と妖精3匹が登場。妖精のみ声はなし。
ひろがるスカイ!プリキュア
2023年に放送された、プリキュアのテレビシリーズ第20作目。第21話のエンディング映像冒頭にキュアブロッサムが登場。映像中盤に登場するミラーパッドの画面上にもプリキュアへの変身バンクをハイライトで流す形で登場している。

## 漫画
漫画雑誌『なかよし』（講談社）2010年3月号から2011年2月号まで、漫画版が連載されていた。これまでのシリーズ同様、上北ふたごが手掛ける。2月号で終了するため、他シリーズと同様にクライマックスの手前で連載が終了した。
ムックでは『ハートキャッチプリキュア! おはなしブック! まるごとキュアサンシャイン!』に第1話から第7話までが、『スイートプリキュア♪&ハートキャッチプリキュア! おはなしブック!』には第8話から第12話、そして書き下ろしの最終回が収録されている。また、2015年2月6日にプリキュアシリーズ10周年となかよし創刊60周年を記念し、「プリキュアコレクション」と銘打ってワイドKCなかよしより単行本が発行されている。
- 『ハートキャッチプリキュア! おはなしブック! まるごとキュアサンシャイン!』（講談社Mook、2010年7月22日発行）ISBN 978-4-06-379477-9
- 『スイートプリキュア♪&ハートキャッチプリキュア! おはなしブック!』（講談社Mook、2011年2月7日発行）ISBN 978-4-06-389532-2
- 『ハートキャッチプリキュア! プリキュアコレクション』（講談社<ワイドKC>、全1巻、2015年2月6日発行） ISBN 978-4-06-337821-4

なお、花咲つぼみのこころの花が漫画版ではサクラと設定されており、プリキュアとしての花も、4人の中で唯一こころの花と同じものになっている。
漫画版でモチーフとなった花や紹介された花言葉は以下のとおり。
| 話数   | 花             | 花言葉                                   |
| ------ | -------------- | ---------------------------------------- |
| 1      | 風船唐綿       | 隠された能力                             |
| 2      | 葛の花         | 芯の強さ・恋のため息                     |
| 3      | デンドロビウム | わがままな美人・思いやり                 |
| 4      | ネコヤナギ     | 自由な心                                 |
| 5      | 竜舌蘭         | －                                       |
| 6 - 8  | ひまわり       | －                                       |
| 11     | ポインセチア   | 聖なる願い・祝福・わたしの心は燃えている |
| 最終話 | 桜             | －                                       |

## 関連商品
音楽CD・映像ソフトの発売元はいずれもマーベラスエンターテイメント。

### 音楽CD
いずれも販売元はジェネオン・ユニバーサル・エンターテイメント。サウンドトラック・ボーカルアルバムの詳細は「ハートキャッチプリキュア！ サウンドアルバム」を参照。
シングル
1. 「Alright! ハートキャッチプリキュア!/ハートキャッチ☆パラダイス」（2010年3月17日発売）
  - 通常盤：MJCD-23080
  - CD+DVD盤：MJCD-23079

オープニングテーマとエンディングテーマを2曲収録。初回限定封入特典は、通常盤がジャケットイラスト・ステッカーで、CD+DVD盤がハートキャッチドリームダンスのオリジナルカード。チャート最高位は3位。
2. 「つ.ぼ.み〜Future Flower〜/スペシャル*カラフル」（2010年4月21日発売、MJCD-23086）
挿入歌2曲を収録した両A面シングル。初回限定封入特典にオリジナルステッカーがある。
3. 「Tomorrow Song 〜あしたのうた〜」（2010年9月8日発売） 
  - 通常盤：MJCD-23090
  - CD+DVD盤：MJCD-23089

後期エンディングテーマと劇中歌を2曲収録。初回限定封入特典は、通常盤がジャケットサイズステッカーで、CD+DVD盤がデータカードダス・プリキュアオールスターズ・オリジナルカード。
4. 「Power of Shine/MOON 〜月光〜ATTACK」（2010年10月27日発売、MJCD-23092）
新たな挿入歌2曲を収録した両A面シングル。初回限定封入特典にジャケットサイズステッカーがある。

サウンドトラック
1. 『ハートキャッチプリキュア！ オリジナル・サウンドトラック1 プリキュア・サウンド・フォルテウェイブ!!』（2010年6月9日発売、MJCD-20188）
BGM33曲を収録したサントラ盤。初回封入特典はオリジナル・デザインステッカー。
2. 『ハートキャッチプリキュア！ オリジナル・サウンドトラック2 プリキュア・サウンド・バースト!!』（2010年12月22日発売、MJCD-20198）
BGM38曲を収録したサントラ盤。初回封入特典はオリジナルデザインステッカー。

ボーカルアルバム
1. 『ハートキャッチプリキュア！ ボーカルアルバム1 〜大地と海と陽と月と〜』（2010年7月22日発売、MJCD-20189） 
全12曲イメージソングを収録した初のボーカルアルバム。初回限定封入特典にジャケットサイズステッカーがある。
2. 『ハートキャッチプリキュア！ ボーカルアルバム2 〜いろとりどりの花言葉〜』（2010年12月22日発売、MJCD-20197） 
全12曲イメージソングを収録した2枚目のボーカルアルバム。初回限定封入特典にジャケットサイズステッカーがある。
3. 『ハートキャッチプリキュア！ ボーカルベスト』（2011年2月16日発売、MJSA-1001） 
イメージソングを全収録したボーカル・ベストアルバム。初回限定封入特典にジャケットサイズステッカーがある。
4. 『ハートキャッチプリキュア！ メモリアルアルバム』（2021年10月27日発売、MJSA-01326） 
これまで発表された主題歌・挿入歌・キャラクターソング・イメージソング・BGMから厳選して収録した記念盤。

### DVD / Blu-ray BOX
いずれも販売元はポニーキャニオン。2011年4月20日発売の第14巻で、プリキュアのテレビシリーズのDVDが通算100巻に到達した。
DVD
2010年6月16日から2011年5月18日にかけて、全16巻が発売された。各巻3話（最終16巻のみ4話）収録。第8巻までは各月1巻ずつ、第9巻以降は各月2巻ずつ発売。またセルDVDと併せてレンタルDVDも同時にリリースされた。
Blu-ray BOX
2016年11月2日から12月7日にかけて、全2巻が発売された。各巻4枚組、Vol.1は24話、Vol.2は25話収録。Vol.1には映像特典としてプリキュア役4人による座談会、ノンテロップオープニング・エンディング、変身&技シーン集、エンドカード集を収録、Vol.2には封入特典として馬越嘉彦描き下ろしイラストを使用した収納ケースと全話&詳細資料解説ブックレットが付属する。
本作品のBD-BOXの発売により、HD制作となった『Yes!プリキュア5』以降のテレビシリーズ、並びに劇場版全作品のBD化が完了することになった。

### ゲーム・アプリ
『ハートキャッチプリキュア！ おしゃれコレクション』
バンダイナムコゲームスより2010年8月5日発売のニンテンドーDS専用のコンピュータゲームソフト。ゲストとして、前作『フレッシュプリキュア!』までの歴代プリキュア達が登場。
『新・あそんでプリキュア』
東映アニメーションの課金制有料サイトゲーム。2010年5月17日よりサービス開始。
『こえであそぼう ハートキャッチプリキュア!』
東映アニメーションより2010年11月11日発売のニンテンドーDS専用ゲームソフト。
『ハートキャッチプリキュア! デコカメラ』
東映アニメーション・ホビーストックより2010年10月25日発売のiPhone用写真アプリ。
『ハートキャッチプリキュア! パズル』
東映アニメーション・ホビーストックより2010年12月16日発売のiPhone用ゲームソフト。
『プリキュア つながるぱずるん』
バンダイナムコエンターテインメントより配信されているスマートフォン（iOS/Android）用パズルゲームアプリ。2017年3月16日よりサービス開始。同年6月7日より本作品のプリキュア4人が登場する。
『D4DJ Groovy Mix』
ブシロードによるスマートフォン用リズムゲームアプリ。2022年2月3日より開始のプリキュアシリーズとのコラボレーションイベント第2弾として本作品が起用されており、同作品に登場する明石真秀・渡月麗・青柳椿・白鳥胡桃の4人と本作品のプリキュア4人との描き下ろしコラボカードイラストが登場する。

### 玩具
メインスポンサーであるバンダイは劇中の「こころの種」を玩具として発売。こころの種は全数十種類が順次発売され、種のみが単独で販売されるだけでなく、本作品の関連玩具の一部にも数個ずつ封入されている。また、種が付属する関連玩具の中にはこころの種を装填することで種の種類に応じたアクションを起こすものもあり、データカードダス『プリキュアオールスターズ ハートキャッチドリームダンス』にこころの種連動システムが実装されるなど、こころの種の収集意欲を高める狙いの商品展開が行われている。
本作品におけるプリキュアの変身アイテム「ココロパフューム」は、従来の変身アイテムシリーズで必ず組み込まれていた液晶画面を用いた育成ゲーム要素を廃止、プリキュアとしては初の完全な変身遊び用の玩具となった。こころの種を利用した音と光の簡単なゲーム機能（占いあそび、記憶ゲーム、2つのこころの種の色を混ぜるあそび）はついているが、液晶画面を使った電子ゲーム機能はココロポットに移行されている。

### フィギュア
S.H.Figuartsシリーズ
S.H.Figuarts キュアブロッサム
2011年3月19日発売。シプレのミニフィギュア付き。
S.H.Figuarts キュアマリン
2011年3月19日発売。コフレのミニフィギュア付き。
chibi-arts キュアブロッサム
2011年4月29日発売。シプレのミニフィギュア付き。
chibi-arts キュアマリン
2011年5月28日発売。コフレのミニフィギュア付き。
S.H.Figuarts キュアサンシャイン
2011年6月11日発売。ポプリのミニフィギュア付き。
chibi-arts 花咲つぼみ
2011年7月30日発売。
Figuarts ZERO コッペ様
魂ウェブ商店限定。2011年7月発送。別売りのブロッサム、マリン、サンシャイン用の「我々はすごいことをしてしまった」の顔パーツ付き。
S.H.Figuarts キュアムーンライト
2011年8月6日発売。コロンのミニフィギュア付き。
chibi-arts 来海えりか
2011年8月20日発売。
chibi-arts キュアムーンライト
2011年9月17日発売。コロンのミニフィギュア付き。
S.H.Figuarts ダークプリキュア
魂ウェブ商店限定。2011年12月発送。
chibi-arts キュアサンシャイン
魂ウェブ商店限定。2012年1月発送。ポプリのミニフィギュア付き。
S.H.Figuarts キュアブロッサム スーパーシルエット
魂ウェブ商店限定。2012年8月発送。
S.H.Figuarts キュアマリン スーパーシルエット
魂ウェブ商店限定。2012年9月発送。
S.H.Figuarts キュアサンシャイン スーパーシルエット
魂ウェブ商店限定。2012年12月発送。
S.H.Figuarts キュアムーンライト スーパーシルエット
魂ウェブ商店限定。2013年4月発送。
エクセレントモデル（メガハウス）
エクセレントモデル ハートキャッチプリキュア！ キュアブロッサム
2010年10月下旬発売。
エクセレントモデル ハートキャッチプリキュア！ キュアマリン
2010年10月下旬発売。
エクセレントモデル ハートキャッチプリキュア！ キュアサンシャイン
2011年4月下旬発売。
エクセレントモデル ハートキャッチプリキュア！ キュアムーンライト
2011年4月下旬発売。
エクセレントモデルLIMITED ハートキャッチプリキュア！ ダークプリキュア
東映アニメーションオンラインショップ・HobbyJAPAN OnlineShop・メガトレショップ限定。2011年12月中旬発送。
ぷちきゃら!
メガハウスから発売されているSDフィギュアシリーズ「ぷちきゃら! シリーズ」の一環として、2013年12月より本作品のプリキュアが発売。発売されているのは「キュアブロッサム」「キュアマリン」「キュアサンシャイン」「キュアムーンライト」「ダークプリキュア」「キュアフラワー」の計6種（各2種あり）で、「ラッキーアイテム」として、一部に「コッペ」のフィギュアが付属されている。
なおSDキャラとはいえ、キュアフラワーがフィギュア化されるのはこれが初である。
世界制服作戦（メガハウス）
花咲つぼみ
2015年11月下旬発売。
来海えりか
2015年11月下旬発売。
明堂院いつき
メガトレショップ・プレミアムバンダイ・東映アニメーションオンラインショップ限定。2016年3月下旬発送。劇中とは異なり明堂学園中等部女子制服冬服を着用している。
月影ゆり
メガトレショップ・プレミアムバンダイ・東映アニメーションオンラインショップ限定。2016年3月下旬発送。

### 書籍
『馬越嘉彦 東映アニメーションワークス』（一迅社、2011年7月20日発売）ISBN 978-4-7580-1221-8
本作品を始め『おジャ魔女どれみ』シリーズ、『マリー&ガリー』シリーズといった、馬越が東映アニメーションで関わった作品の画集。各種アニメ雑誌やDVDジャケットなどに使われた版権イラスト、キャラクター設定、修正原画などで構成。
2014年11月には、DVDの第9 - 16巻のジャケットイラスト、『ハピネスチャージプリキュア!』の10周年記念メッセージの原画、本作品の修正原画や版権イラストラフ、『おジャ魔女どれみ16』シリーズのラフイラストなどを追加収録し、カバーイラストを新たに描き下ろした改訂版（ISBN 978-4-7580-1409-0）が発行されている。
『小説 ハートキャッチプリキュア!』（原作：東堂いづみ、著：山田隆司、イラスト：馬越嘉彦、講談社キャラクター文庫、2015年9月16日）ISBN 978-4-06-314874-9
本作品を元にしたノベライズ作品。ゆりを主人公として、キュアムーンライトになった経緯やダークプリキュアの誕生、ダークプリキュアに破れ挫折するに至る一連の流れ、その後のつぼみたちの登場や自身の復活、砂漠の使徒との決戦に至るまでを、テレビシリーズの内容を補完する形で描いている。
2023年2月8日にはシリーズ20周年を記念した新装版が発売（ISBN 978-4-06-530823-3）。
『ハートキャッチプリキュア!設定資料集』（ムービック、全2巻）
本作品の設定資料集。いずれもA4横版で、Vol.1は2010年8月12日、Vol.2は2011年1月20日発行。
『馬越嘉彦アニメーション原画集 第二巻』（スタイル、2019年9月10日発売）ISBN 978-4-8021-3161-2
『馬越嘉彦 仕事集 第一巻』（スタイル、2020年1月25日発売）ISBN 978-4-90-294833-2
本作品を含む馬越が手がけたアニメ作品での、前者は原画を、後者は設定初期稿やイラストラフなどを収録。

## トピックス
- メインキャラクターの担当声優は、プリキュア初参加となる水樹奈々を除き、水沢史絵、川田妙子、くまいもとこらは、過去のプリキュアシリーズで声を当てた経験がある。水樹と水沢はメインのプリキュア役に決まったことを喜ぶコメントをしている[53][54]。
- 放送期間中の2010年3月に、放送倫理・番組向上機構（BPO）の「視聴者の意見」として「敵に尻で攻撃したり[注釈 57]妖精が黄色いものを出すのが下品だ」というクレームが取り上げられた[55][56][57]。苦情に対する公式なコメントはなく、この件との因果関係は明らかではないものの、5月9日放送分（第14話）からは問題視されたシーンにおけるシプレとコフレがこころの種を生み出す演出がオープニング映像と共に修正されており、こころの種になる前の黄色い液体状のものが無くなり、こころの種のみが直接出てくるようになっている[58]。再放送に際しては第13話までの該当箇所は修正されず、本放送時のまま放送されている。
- 2010年7月24日・25日に西武ドームで催された『NANA MIZUKI LIVE GAMES 2010』では、水樹自身がキュアブロッサムの扮装で登場し、着ぐるみのキュアブロッサムとキュアマリンと共演した（25日には、キュアマリン役の水沢も登場）。
- 本作品では「フェアリードロップドレスデザインコンテスト」と銘打った視聴者参加企画を実施し、朝日放送の本作品ホームページにて番組内で花咲つぼみが着用するドレスのデザインを一般公募する企画が行われた。同コンテストでグランプリとなった作品は2010年8月29日放送分（第29話）の劇中で実際につぼみが着用し、受賞者の氏名も同話のエンディングクレジットに記載された。その後データカードダスのカードとして商品化された（現在は販売終了）。また他にも惜しくもグランプリを逃したが「おともだち賞」「たのしい幼稚園賞」に入賞した作品[注釈 58]も入賞者氏名と併せて朝日放送のホームページに掲載された[59]。
- 本作品ではオープニングテーマ・エンディングテーマをそれぞれ担当している池田彩と工藤真由が、2010年10月17日放送分（第36話）にて軽音部の生徒役で出演。挿入歌「HEART GOES ON」を劇中で演奏した。また同話数では、前述した視聴者参加企画のグランプリ受賞作品も、文化祭ステージ上でつぼみが着用する形で再登場した。
- 2010年12月31日に、NHKで放送された『第61回NHK紅白歌合戦』キャラクター紅白歌合戦コーナーで、プリキュアキャラクターが水樹奈々やAKB48（ただし、コーナーで水樹と共に歌ったのは、前田敦子、大島優子、板野友美である。なお、2014年時点で、3名ともAKB48を卒業している）と共に共演し『Alright!ハートキャッチプリキュア』を歌っている[60]。
- 2012年6月10日放送分の『新堂本兄弟』（フジテレビ系列）にて水樹奈々が出演し、番組出演者と共に本作品の変身シーンのアフレコを行った。配役はブロッサムは水樹本人が担当し、それ以外は水樹の指名で、マリンは高橋みなみ（AKB48）、サンシャインは堂本剛（KinKi Kids）、ムーンライトは高見沢俊彦（THE ALFEE）が担当。
- 本作品の好評を受け、『おジャ魔女どれみ』シリーズの続編がライトノベル『おジャ魔女どれみ16』シリーズとして復活することになった[61]。